# Luftschiffhalle
Eine Luftschiffhalle ist ein großes Gebäude zur Unterbringung von Luftschiffen.
Luftschiffe werden während des Baus und zum Schutz vor Wind und Wetter in diesen Hallen, später auch Hangars genannt, untergebracht. Die historischen Starrluftschiffe wurden bei kurzen Liegezeiten mit ausreichend Ballast auf Böcken gelagert. Bei längeren Liegezeiten (z. B. Überholung) wurden sie meist an der Decke der Halle aufgehängt. Ebenso wie die historischen großen Luftschiffe stellten die für damalige Verhältnisse riesigen Hallen zu ihrer Zeit beeindruckende Ingenieursleistungen dar.
Bei kurzen Liegezeiten ohne Unterbringung in einer Halle wird ein Ankermast im Freien verwendet, um das Luftschiff festzumachen. Oft ist dieser auch verfahrbar, um das Schiff einfacher in die Halle bugsieren zu können.

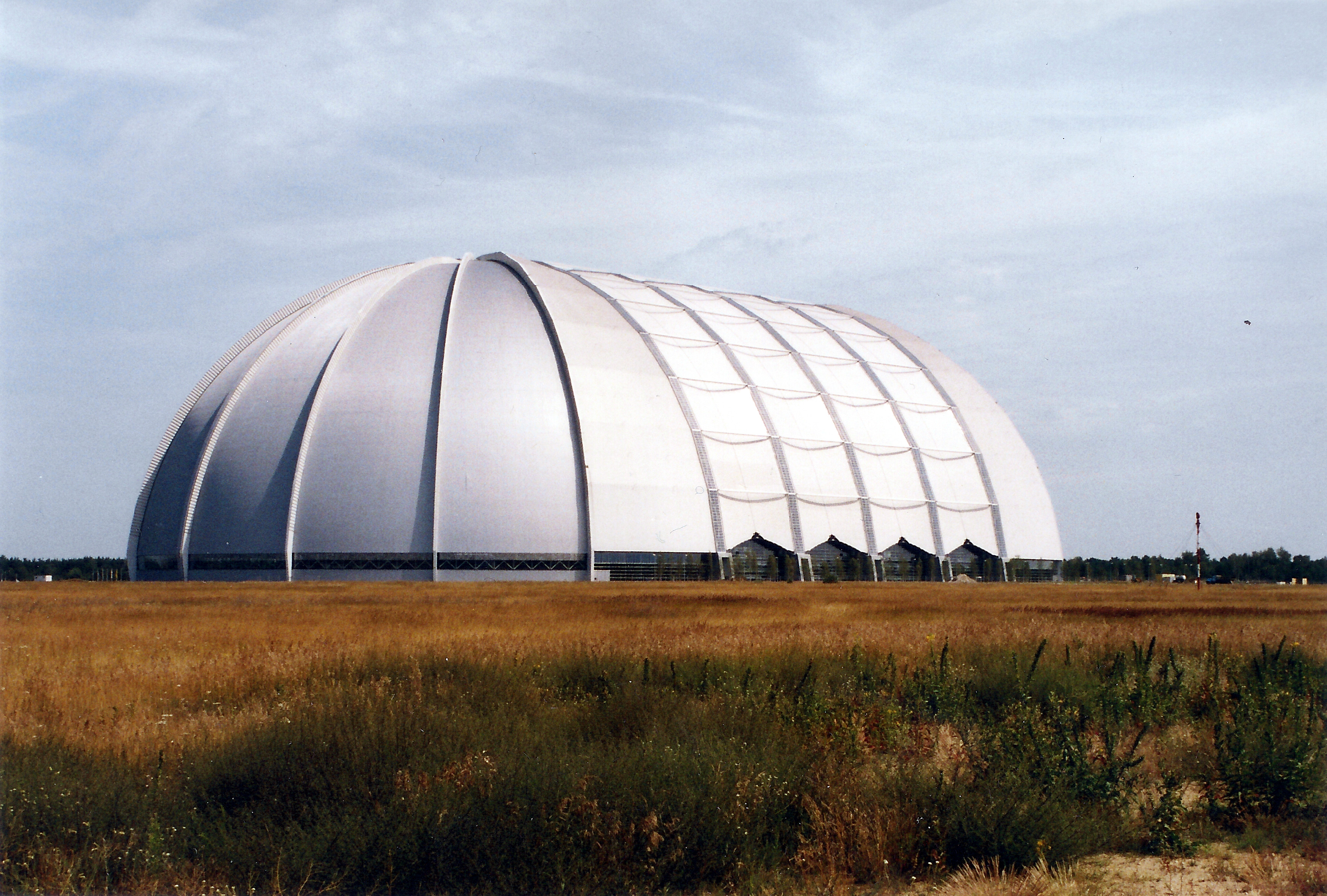
Die Cargolifter-Luftschiffhalle ist heute ein Freizeitpark

## Geschichte
Als erste Luftschiffhalle der Welt wurde in Chalais Meudon bei Paris im Jahr 1879 der Hangar „Y“ gebaut (48° 47′ 52,2″ N, 2° 13′ 59,7″ O). Jahrzehnte vor Graf Zeppelin bauten hier die Ingenieure Charles Renard und Arthur Constantin Krebs Luftschiffe, allerdings keine Starrluftschiffe. Am bekanntesten wurde das Luftschiff La France. Als eine der wenigen historischen Luftschiffhallen in Europa ist Hangar „Y“ bis heute erhalten.

### Hallen in Deutschland

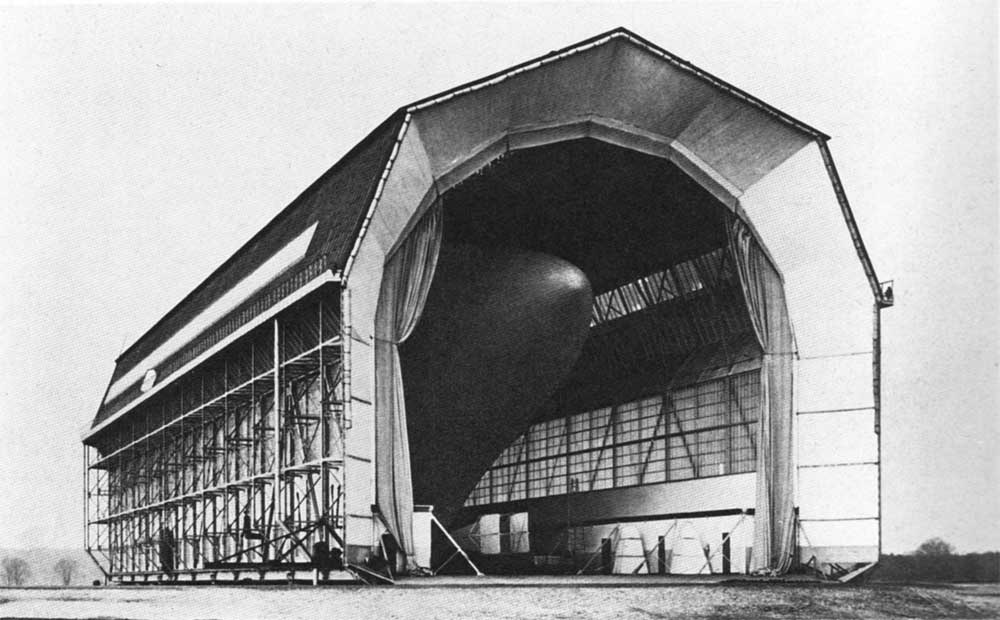
Erste drehbare Luftschiffhalle in Berlin-Biesdorf um 1911

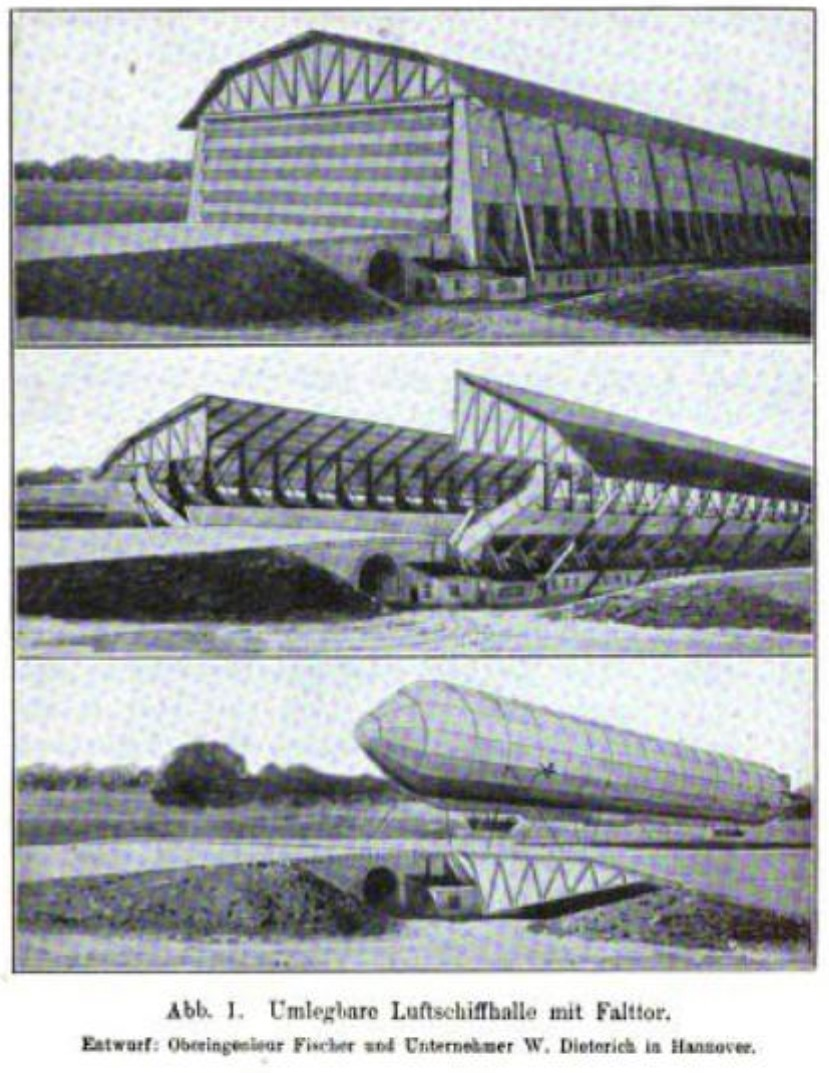
Vollständig im Boden versenkbare „umlegbare Luftschiffhalle“, gezeigt 1912 auf der Allgemeinen Luftfahrzeug-Ausstellung in Berlin von Walter Fischer und W. Dieterich

1896 ließ Friedrich Hermann Wölfert auf dem Gelände der Berliner Gewerbeausstellung eine Luftschiffhalle errichten. Ein Sponsor finanzierte den Bau mit 50.000 Mark (entspricht inflationsbereinigt etwa 440.000 Euro). Da in dem Jahr fast nur schlechtes Wetter (Regen, Sturm usw.) war, konnte Wölfert mit seinem Luftschiff Deutschland nur am 20. Mai sowie am 28. und 29. August aufsteigen. In der Halle konnte das Luftschiff aber besichtigt werden.
Das erste Starrluftschiffs (1899) von Graf Zeppelin, der LZ 1, wurde in einer Montagehalle gebaut, die auf dem Bodensee, in der Bucht von Manzell bei Friedrichshafen, schwimmend verankert war. Diese erleichterte den schwierigen Vorgang des Aushallens, dem Herausbringen des Luftschiffes aus der Halle, da sie sich selbstständig in den Wind drehte.
Die erste maschinell drehbare Luftschiffhalle stand in Biesdorf (heute ein Berliner Ortsteil), die 1909 eingeweiht wurde. Sie wurde von der Firma Siemens-Schuckert unter Vorsitz Georg Wilhelm von Siemens gebaut. Sie war 135 m lang, 25 m breit, 25 m hoch und 1200 Tonnen schwer, ruhte auf einem kreisrunden Gleisbett und konnte je nach Windrichtung in jede beliebige Position gebracht werden. Von dort unternahm am 23. Januar 1911 das Luftschiff Siemens-Schuckert I die erste Probefahrt. 1918 wurde die Halle abgebrochen, weil die erhofften Aufträge zum Bau weiterer Luftschiffe durch die Siemens-Schuckertwerke ausblieben.

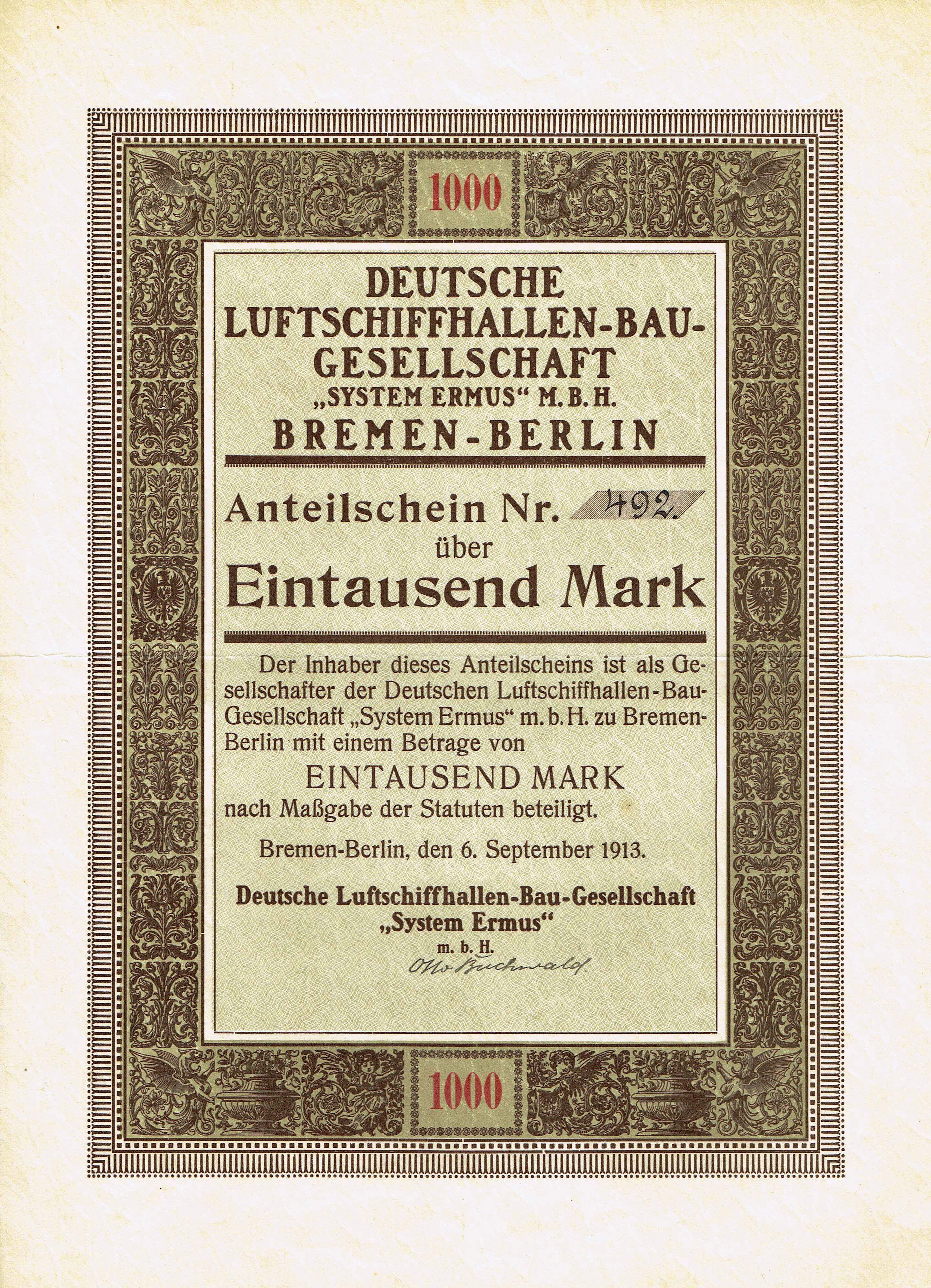
Anteilschein der Deutsche Luftschiffhallen-Bau-Gesellschaft „System Ermus“ mbH vom 6. September 1913

Anfang 1910 wurde von der Maschinenfabrik Augsburg-Nürnberg AG (MAN) eine eiserne Luftschiffhalle auf einem Gelände westlich des Bahnhofes Baden-Oos errichtet. Sie war ca. 160 × 30 Meter groß und hatte eine Höhe von fast 30 Metern. In ihr wurde der Zeppelin LZ 6 untergebracht, der dort im September 1910 nach Wartungsarbeiten verbrannte. Das Gebäude trug nur geringen Schaden davon. Die Halle wurde später abgebaut. Ein Teil wurde in Auggen wiedererrichtet und wird dort (Stand März 2005) als Sägewerk genutzt.
Nach Plänen des Zivilingenieurs Ernst Meiers entstand 1913 in Dresden die erste aerodynamisch günstig geformte Luftschiffhalle. Der holzgedeckte Metallbau, 193 Meter lang, 56 Meter breit, 37 Meter hoch mit einer Dachfläche von 20.300 Quadratmetern, stand auf den Elbwiesen der Vorstadt Kaditz. Durch die Kuppeldrehtore war der Bau stromlinienförmig, was ein glattes Abstreichen der Luftströmumg ohne große Verwirbelung erlaubte. Diese Zeppelin-Halle musste 1921 gemäß dem Versailler Vertrag demontiert werden.
Die Firma Deutsche Luftschiffhallen-Bau-Gesellschaft “System Ermus” mbH wurde kurz vor Beginn des Ersten Weltkriegs auf Anregung des Deutschen Heeres gegründet. Sie entwickelte mobile Luftschiffhallen, die in kürzester Zeit an jedem Ort einsatzfähig waren. Über ein Stahlskelett aus zusammenklappbaren Elementen wurde eine Dachhaut gezogen. Von dieser Firma wurde auch die 1914 fertiggestellte Luftschiffhalle Düren des Luftschiff-Einsatz-Hafens Düren-Distelrath im heutigen Nordrhein-Westfalen gebaut.
Auf dem Luftschiffplatz Nordholz wurde am 21. August 1914 die Doppeldrehhalle NOBEL fertiggestellt. Sie bestand aus zwei parallelen Hallenschiffen und gilt auch heute noch als bautechnisches Meisterwerk. Die Halle hatte ein Gewicht von 4600 t, war 182 m lang (im Ersten Weltkrieg auf 200 m verlängert), 30 m hoch und hatte eine Breite von 70 Metern. Die gesamte Konstruktion ruhte auf acht Laufwagen, die von je zwei Elektromotoren angetrieben wurden.

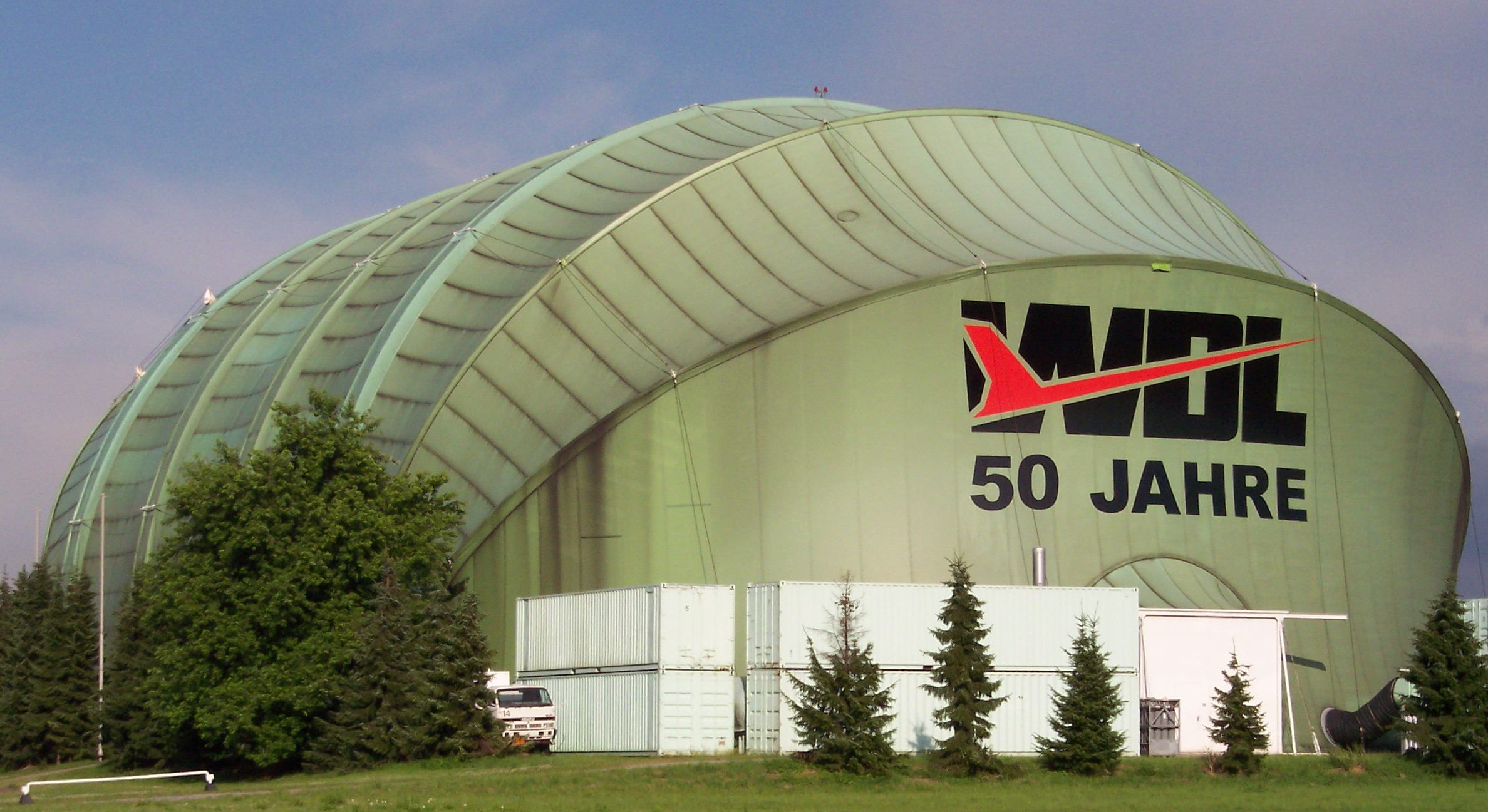
WDL-Zelthalle

Die WDL Luftschiffgesellschaft besitzt auf dem Flughafen Essen/Mülheim eine große Zelthalle, die als Winterquartier für zwei Luftschiffe dient. Diese Halle hat die Ausmaße von 90 m Länge, 46 m Breite und 26 m Höhe. Das Tor wird per Seilwinde nach oben gezogen.
Auf der Nordseite des Flughafens Friedrichshafen wurden in den Jahren 1996/1997 die Luftschiffhalle mit angrenzendem Gebäude der ZLT Zeppelin Luftschifftechnik GmbH & CO KG gebaut. Die Halle wird sowohl vom Herstellungs- und Instandhaltungsbetrieb der ZLT wie auch zur Unterbringung der Luftschiffe LZ N07 der Deutschen Zeppelin-Reederei GmbH genutzt. Die Innenmaße der Halle sind: Länge 105 m, Breite 65 m; Höhe 30 m. Sie hat eine Dock-Kapazität zur Aufnahme von drei LZ N07. Derzeit sind zwei Luftschiffe dieses Typs dort stationiert, das dritte Dock wird vom Herstellbetrieb genutzt.
Die bis heute höchste Luftschiffhalle wurde in Briesen/Brand einem südlichen Ortsteil der Gemeinde Halbe, im Landkreis Dahme-Spreewald, etwa 60 Kilometer südlich des Zentrums und etwa 35 Kilometer südlich der Stadtgrenze von Berlin, für die Cargolifter AG errichtet (52° 2′ 20″ N, 13° 44′ 54″ O). Sie ist mit einer Länge von 360 m, einer Breite von 210 m und einer Höhe von 107 m die größte stützenfrei konstruierte Halle weltweit (Stand 2005). In ihr wurden nur kleinere Prall- und Testluftschiffe untergebracht, bevor die Halle wegen der Insolvenz der CargoLifter AG verkauft und in einen tropischen Freizeitpark (Tropical Islands) umgestaltet wurde.

### Hallen in den USA und in weiteren Ländern
USA
Im ersten Jahrzehnt des 20. Jahrhunderts wurden insbesondere in den USA zahlreiche, meist kleinere Luftschiffe bei Ausstellungen, Luftschauen, Luftrennen und in Freizeitparks als Attraktionen gezeigt. Dort waren sie meist in Zelten untergebracht.
Die Luftschiffhalle Airdock #2 in Weeksville/North Carolina war bis 1995 eines der größten Holzgebäude der Welt. Sie hatte eine Länge 331 m, war rund 91 m breit und etwa 58,5 m hoch. Die 180 t schweren Toren liefen auf Schienen. Sie war 1942 errichtet worden und Stützpunkt der US-Marine-Luftschiff-Squadron ZP-14 gewesen, die damals die Küste vor feindlichen deutschen U-Booten schützte. 1966 wurde die stillgelegte Halle an Westinghouse verkauft. In ihr waren unter anderem bekannte Werbeluftschiffe, wie „Bud One“, „Fuji“ oder „Met Life“ gebaut worden. Am 3. August 1995 wurde das Airdock #2 durch ein Feuer in den frühen Morgenstunden zerstört. In ihr verbrannte auch der Prototyp des Luftschiffes Sentinel 1000. Dies geschah während der Reparatur der Lager für die Tore. Der Gesamtschaden des Brandes wurde auf 100 Mio. US-Dollar geschätzt.
Lettland

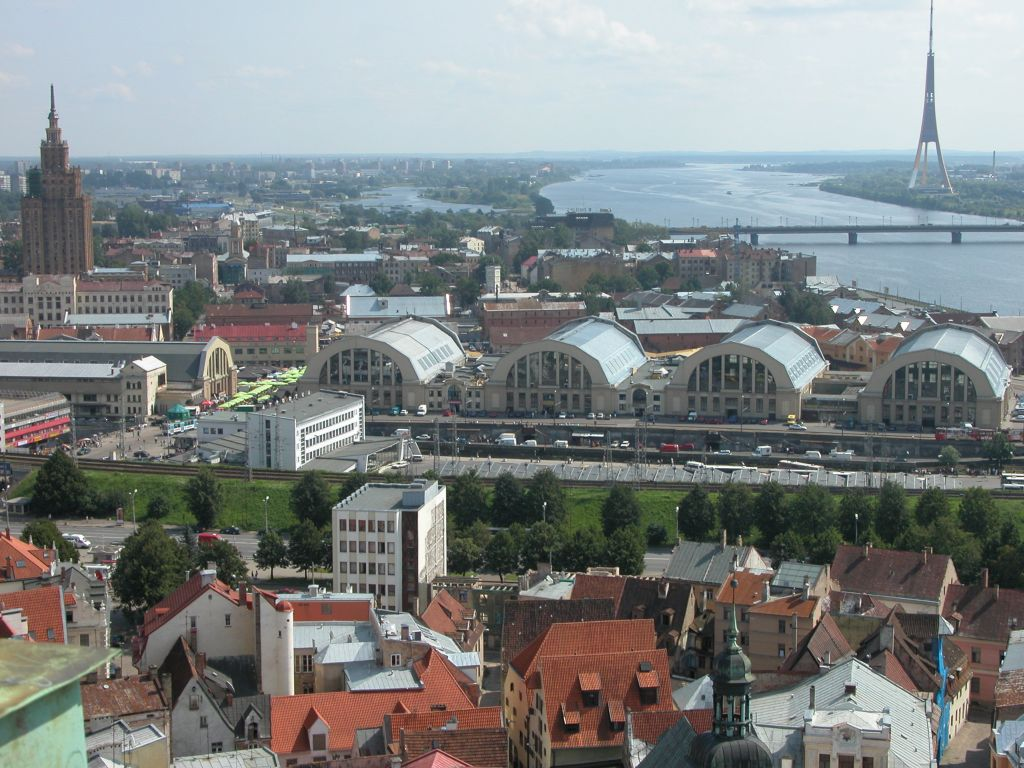
Die Markthallen in Riga – Gesamtansicht 2004

In Riga, der Hauptstadt Lettlands, befinden sich mitten in der Stadt fünf große Hallen, die 1924–1930 errichtet wurden. Dabei wurden Teile der beiden Luftschiffhallen aus Vaiņode (deutsch: Wainoden) benutzt. Die Hallen waren während des Ersten Weltkrieges durch das Deutsche Reich errichtet worden und befanden sich nach dem Krieg im neu entstandenen Staat Lettland. Sie wurden durch die ursprüngliche Baufirma Seibert aus Saarbrücken und eine einheimische Firma am Luftschiffhafen Wainoden abgebaut, um die Teile im Stadtzentrum für den Bau der Markthallen des Zentralmarkt Riga zu benutzen. Teilweise wurden die Stahlbinder ganz zerlegt und in geänderter Geometrie wieder zusammengebaut.

### Mobile Luftschiffhallen

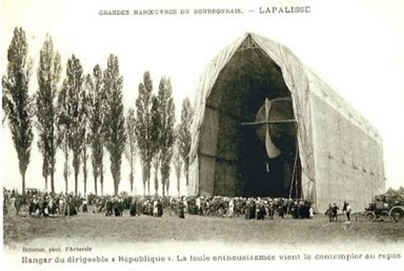
Französischer mobiler Hangar im Manöver (1909)

Bereits vor dem Ersten Weltkrieg wurden auch mobile Luftschiffhallen, vor allem beim französischen Militär, benutzt. Sie kamen in großen Manövern zum Einsatz. Führender Hersteller und Konstrukteur war in Frankreich der Amerikaner Melvin Vaniman. 1912 kam er in den USA bei einem Luftschiffsabsturz ums Leben. In Deutschland stellte die Firma Arthur Müller Zelthallen her.

## Liste der Standorte von Luftschiffhallen 1879–1945
Die Liste ist alphabetisch geordnet. Die Jahreszahl gibt das Baujahr der ersten Halle am Standort an. Gegebenenfalls zusätzliche spätere Hallen sind nicht immer erwähnt. Als Land wird der Staat angegeben, zu dem der Standort heute gehört. Besonders in Polen und im Baltikum weicht das von der Situation zur Entstehungszeit ab. Insbesondere dort sind auch die deutschen Ortsnamen angegeben, da sie in der Regel in der Literatur benutzt werden. Bei Hallen, die einen Namen trugen, wird dieser in Anführungsstrichen angegeben. Die Angabe im Format xxx/xx/xx gibt die maximale Länge, Breite und Höhe der Halle an, gegebenenfalls auch Lichtmaße (i.L.). In der Regel ist davon auszugehen, dass die Hallen nicht mehr existieren. Die wenigen existierenden Hallen aus der Zeit zwischen 1879 und 1945 sind entsprechend gekennzeichnet mit Angabe des Jahres, für das die Existenz noch nachgewiesen ist. Ebenfalls aufgenommen sind Standorte wohin Teile von Luftschiffhallen versetzt wurden, um dort anderen Zwecken zu dienen.
Nicht aufgeführt sind die Standorte mobiler Hallen, wenn diese, z. B. zu Manöverzwecken oder zu Messen nur kurzfristig errichtet wurden. Aufgeführt sind aber mobile Hallen, wenn sie etwas länger am Ort verblieben.

### Algerien
- Baraki bei Algier, 150/20/22 und 150/24/28
- Wahran (Oran) La-Senia, 150/20/22 und 150/20/28

### Belgien
- Antwerpen-Wilryck
  - 1911, Militärluftschiffhalle, 90/18/20[9]
  - 1912, Militärluftschiffhalle, 70/20/20[9]
- Brüssel
  - Brüssel-Agathe
    - 1909
    - 180/34/22, 1915

  - Brüssel-Etterbeek, 170/34/23, 1910[10]
  - Brüssel-Evere
    - 1910
    - 180/34/28, 1914, Abriss 1923–1926
- Melle-Gontrode bei Gent, 180/34/22, 1915
- Namur-Cognelée[11][12]
  - Halle 1 Marine „Nathan“, Heer: „Friedrich“ 180/28 im Lichten/30, später verlängert auf 210 m, Breite an der Basis 75 m, 1914 Abriss zwischen 1926 und 1938
  - Halle 2 Marine „Natalie“, Heer: „Baldur“ 180/28 im Lichten/30, Breite an der Basis 75 m, 1914 Abriss zwischen 1926 und 1938
  - Halle 3 Marine „Nanni“, Heer: „Eitel“ 180/28 im Lichten/30, Breite an der Basis 75 m, 1914 Abriss zwischen 1926 und 1938

### Bosnien und Herzegowina
- Sarajevo, 1914, Militärluftschiffhalle[9]

### Brasilien

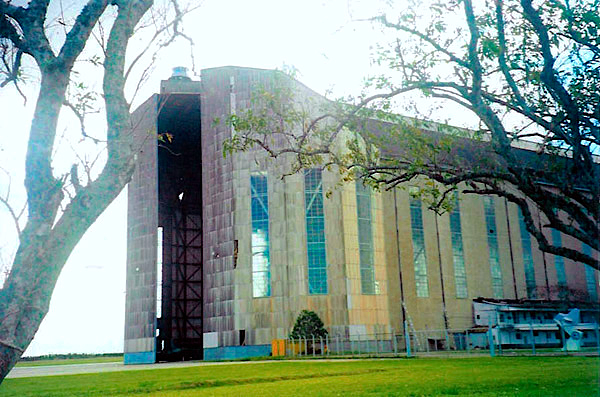
Luftschiffhalle, Rio de Janeiro Santa Cruz

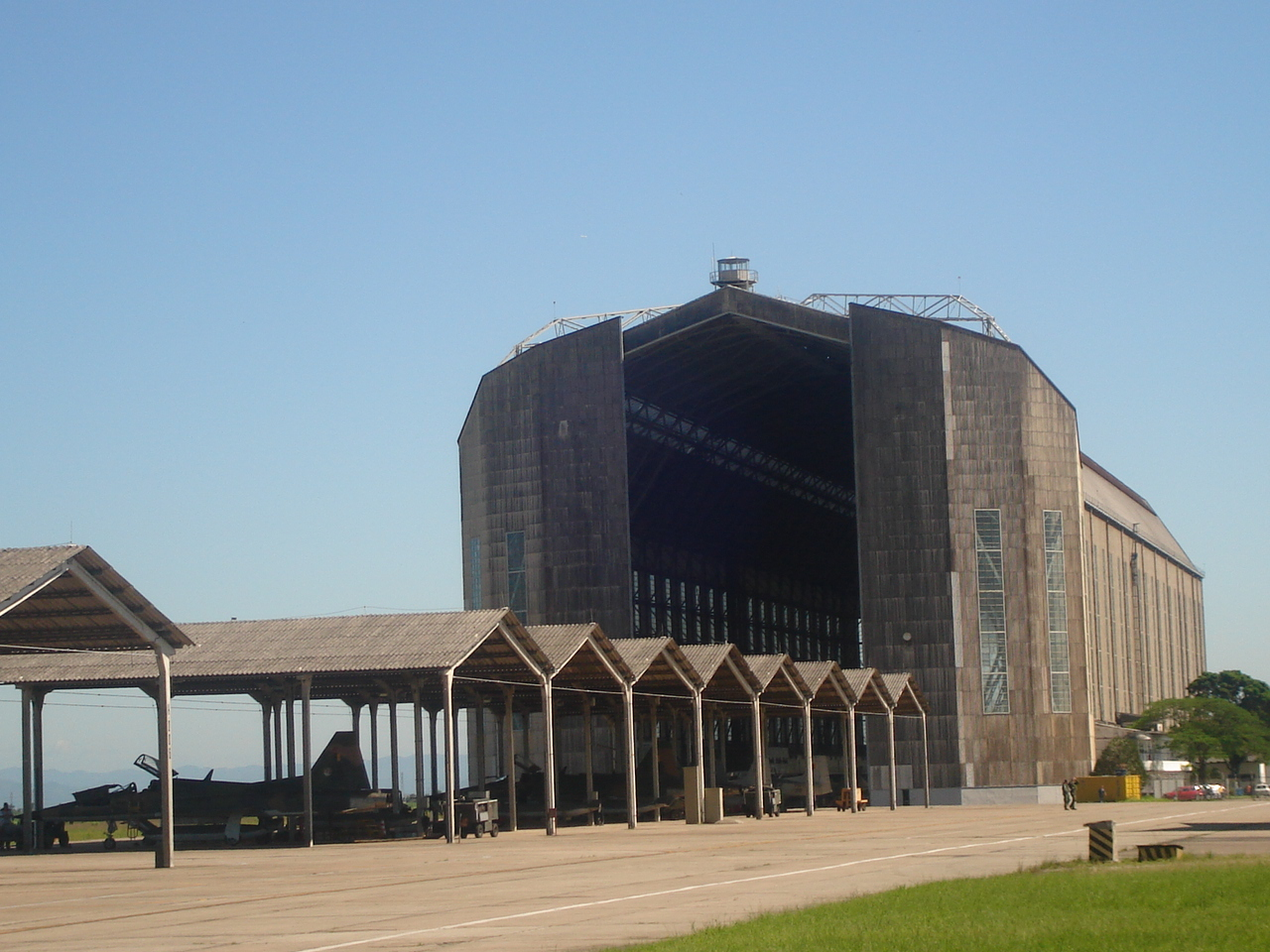
Südtor des berühmten Luftschiffhangars auf dem ehemaligen Bartolomeu-de-Gusmão-Flughafen, heute Militärflugplatz Base Aérea de Santa Cruz bei Rio de Janeiro

- Rio de Janeiro (Santa Cruz), 251/54/60, 1936,[13]
erhalten 2020 auf der Base Aérea de Santa Cruz ()
- Rio de Janeiro Vila Militar, 1893, für Luftschiff Bartolomeu de Gusmao

### Bulgarien
- Jambol/Jamboli, 240/42/35, 1916–1936

### Dänemark
- Tønder (dt. Tondern)[14][15][16], heute Zeppelin- und Garnisonsmuseum Tondern[17] in kleinem Gebäude
  - „Marina/Toni“, 180/34/28, 1915–1917
  - „Joachim/Tobias“, 180/34/28, 1915–1919
  - „Toska“, 242/73/42, 1915–1922

### Deutschland
- Ahlhorn → siehe: Großenkneten-Ahlhorn
- Auggen Luftschiffhalle 1923 in Baden-Baden-Oos abgebaut und teilweise als Sägewerkshalle der Karl Richtberg KG höhenreduziert wiedererrichtet, 2004 erhalten[18]; (47° 48′ 27,4″ N, 7° 34′ 56,2″ O)

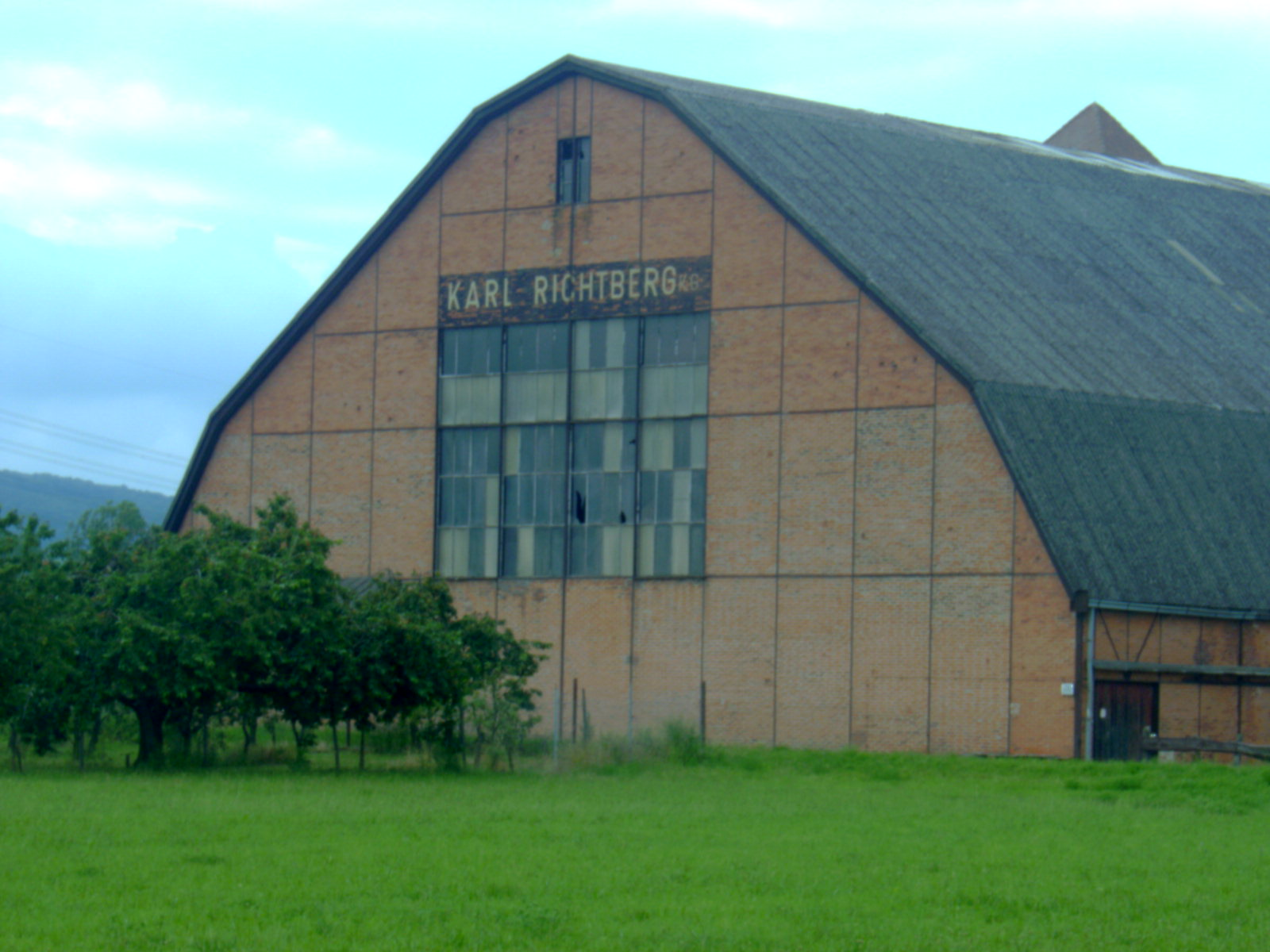
Sägewerkshalle in Auggen aus Teilen der Luftschiffhalle Baden-Oos, 2004

- Baden-Oos, 160/25/25, 1910, für Deutsche Luftschiffahrts-AG erbaut durch MAN-Werk Gustavsburg, demontiert und in Auggen bei Freiburg → siehe: „Auggen“ in diesem Abschnitt
- Bautzen 1921/22 wurden weniger als 70 m der 2. Halle aus Dresden-Kaditz in den heutigen Ortsteil Kleinwelka transportiert und dort wahrscheinlich mit reduzierter Höhe als Getreidelager wiederverwendet. Halle zerstört.
- Berlin
  - Berlin-Biesdorf, 1909, 125/39/30, drehbare Halle für die Siemens-Schuckertwerke GmbH durch Steffens & Noelle AG (Berlin), Planung des Siemens-Ingenieurs Karl Janisch, neben der Drehhalle in Nordholz bei Cuxhaven einzigartig aber nicht baugleich; nicht erhalten[19]

- - Berlin-Johannisthal,
    - 82/33/25, 1910, für Parseval[20][21]
    - 163/45/29, 1911, für Zeppelin

  - Berlin-Schmargendorf, nach 1879

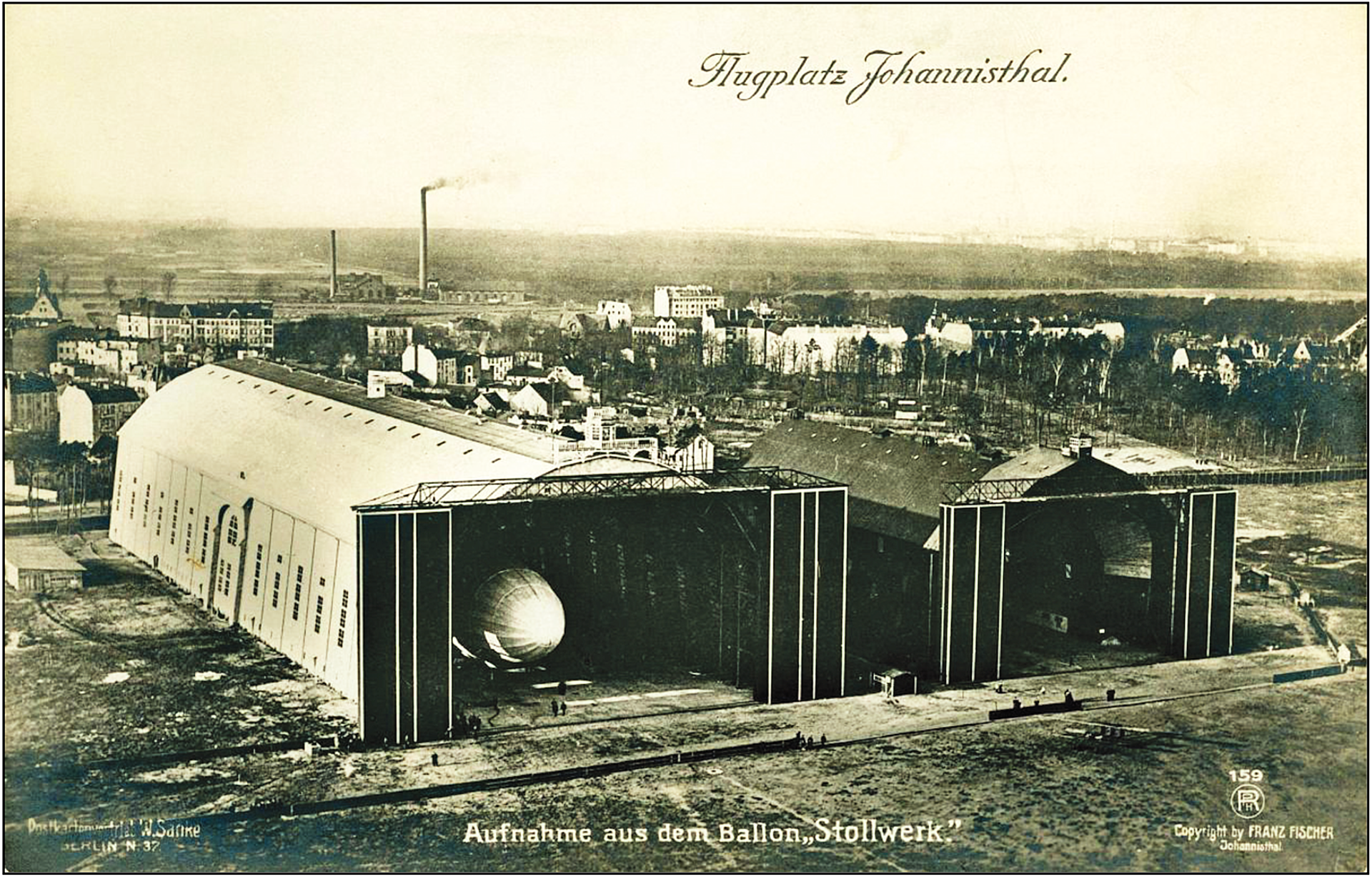
Luftschiffhallen in Berlin-Johannisthal 1912

  - Berlin-Staaken (Flugplatz Staaken), durch Zeppelin-Hallenbau GmbH (Berlin) und/oder Eisenbauwerkstätten der Friedrich Krupp AG (Duisburg-Rheinhausen), während des Ersten Weltkrieges neben Friedrichshafen einer der weiteren Produktionsstandorte für Zeppelin-Luftschiffe.
    - südliche Halle, 252/35/40, 1916–1922
    - nördliche Halle, 252/35/40, 1916–1936/39, nach 1918 Nutzung als Filmstudio u. a. Metropolis

  - Berlin-Tegel (auch mit Ortsangabe „Reinickendorf“), 1906, Halle des preußischen Luftschifferbataillons[22]
  - Berlin-Tempelhof, 1887 (u. a. David Schwarz)
  - Berlin-Treptow, vor 1896
- Bitterfeld[23]

Zwei Hallen der Luftfahrzeug-Ges.m.b.H für Parseval-Luftschiffe, errichtet durch Ballonhallenbau (Arthur Müller) G.m.b.H., Charlottenburg:
- 1. hölzerne Halle 1908, 75/25 i.L./25 i.L., Rauminhalt 46.875 m³, Bodenfläche 1875 m², spätere Erweiterung, nach 1989 abgerissen
- 2. hölzerne Doppel-Halle 1910, 80/25 i.L./25 i.L., spätere Erweiterung auf 100/35 i.L./25 i.L., Rauminhalt 112.500 m³, Bodenfläche 3500 m², 1915 abgebrannt, Werft der meisten Parseval-Luftschiffe

Wasserstoffgewinnung aus der Chemischen Fabrik Griesheim-Elektron, Werk II (Gasometer) in Bitterfeld, Entfernung von der Bahn 2 km.
- Brühl (bei Mannheim), Fa. Schütte-Lanz[26]
- Darmstadt
  - 1914 an der Gemarkungsgrenze zu Weiterstadt errichtet und im Herbst 1920 abgetragen.[27]
  - 1921 in Dywity (dt.Diwitten) bei Olsztyn (dt. Allenstein) demontiert und 1923 Tragwerk teilweise als Fabrikhalle höhenreduziert wiederverwendet. Erhalten 2010 als Parkhaus Landwehrstraße 52, Darmstadt. (49° 52′ 40,5″ N, 8° 38′ 29,4″ O)Neues Parkhaus in alter Luftschiffhalle in Darmstadt

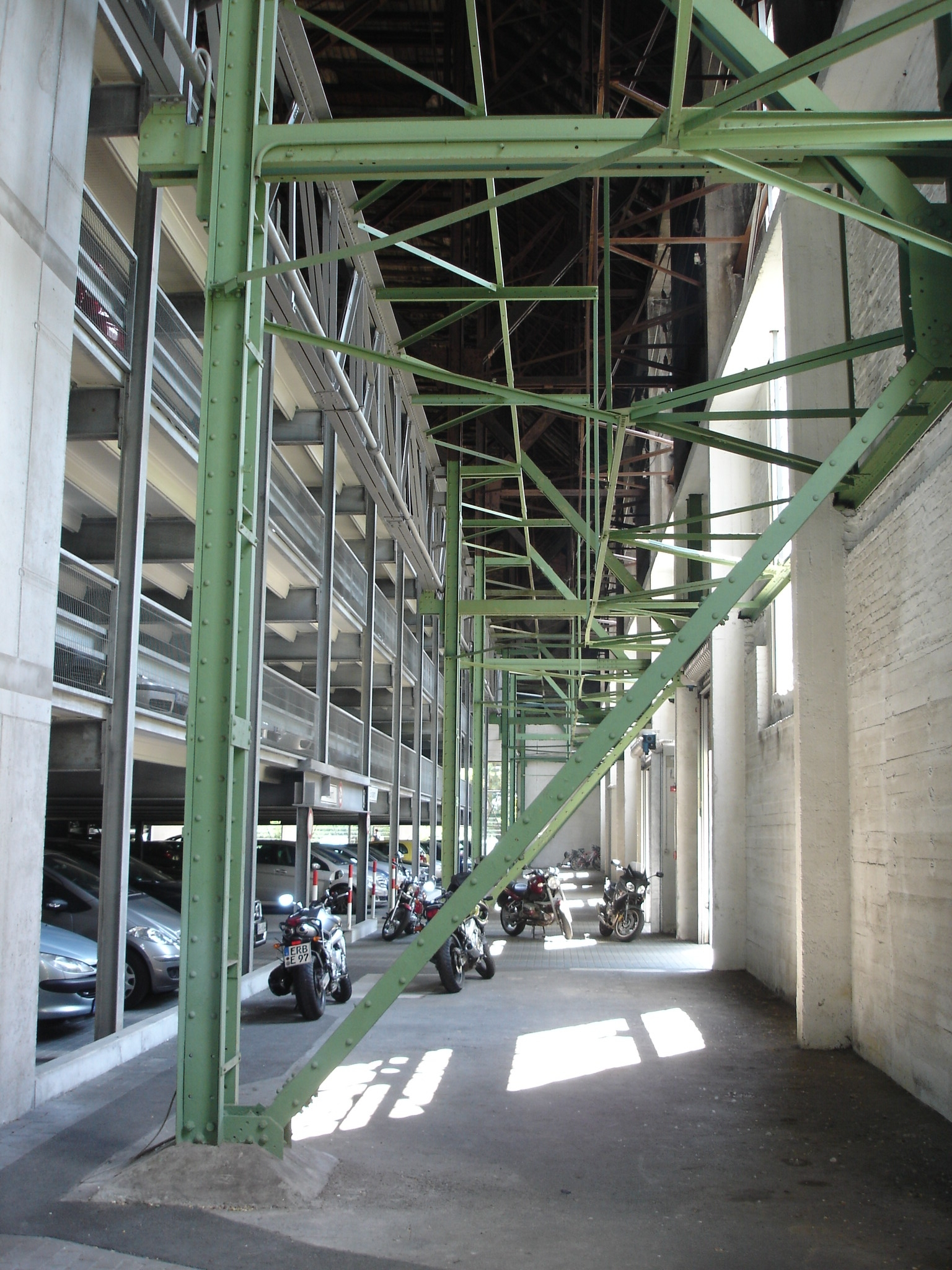
Neues Parkhaus in alter Luftschiffhalle in Darmstadt

- Dessau, ca. 1910, hölzerne Ballonhalle, 20/20 i.L./18 i.L., errichtet durch Ballonhallenbau (Arthur Müller) G.m.b.H., Charlottenburg für die Deutsche Continental-Gas-Gesellschaft.
- Dinglingen bei Lahr (Baden), 1914
- Diwitten bei Allenstein → Dywity, Polen
- Dresden-Kaditz (Flugplatz Dresden-Kaditz)
  - 1. aerodynamisch geformte Halle, eingeweiht am 26. Oktober 1913, 191/57/38, Auftragnehmer Zeppelin-Hallenbau GmbH (Berlin), Konstrukteur Zivilingenieur Ernst Meier, errichtet durch die Steffens & Nölle AG, 1921 demontiert.[28] Baukosten 0,5 Mio. Goldmark.
  - 2. Halle 1915–1921, 184/35/28, ca. je ein Drittel der Halle in Wilthen, Bautzen-Kleinwelka und Kirschau wiedererrichtet → siehe:„Wilthen“, „Bautzen“ und „Kirschau“ in diesem Abschnitt.
- Düren-Distelrath, 1915, Einzelhalle, Anfang 1918 demontiert (vgl. Artikel Luftschiffhalle Düren)
- Düsseldorf
  - Exerzierplatz Golzheimer Heide im Stadtteil Stockum, Holzhalle, 148/25 i.L./25 i.L. 1909/1910, durch Fa. Stephansdach GmbH, Düsseldorf errichtet.[29][30][31]
  - Flugplatz Düsseldorf-Lohausen[32]
    - Einzelhalle, 1914, durch Zeppelin Hallenbau Co.
    - Doppelhalle, 1916, durch Zeppelin Hallenbau Co.
    - Drehhalle, 1917, durch M.A.N., Ringfundament 1921 gesprengt, Halle zu 35 % fertiggestellt
- Frankfurt am Main
  - Luftschiffhafen am Rebstock mit Halle der DELAG, 1911, durch die Gutehoffnungshütte (Oberhausen-Sterkrade), 150/25 i.L./25 i.L., Rauminhalt 93.750 m³, Bodenfläche 3750 m².[25][33]
  - Rhein-Main Flughafen, 1936/38, zwei Hallen, beide 1940 gesprengt[34]
- Friedrichshafen (Bodensee)
  - Löwental
    - Bauhalle, 1915 durch Fa. Zeppelin-Hallenbau Berlin, Abriss 1928
    - Fahrhalle, 1931 Gutehoffnungshütte – Abteilung Brückenbau (Oberhausen-Sterkrade), Kopfbauten von Fa. Seibert (Saarbrücken), 1943 verlegt auf Werftgelände als Halle 3 (s. Friedrichshafen-Riedlepark)[35]

  - Manzell

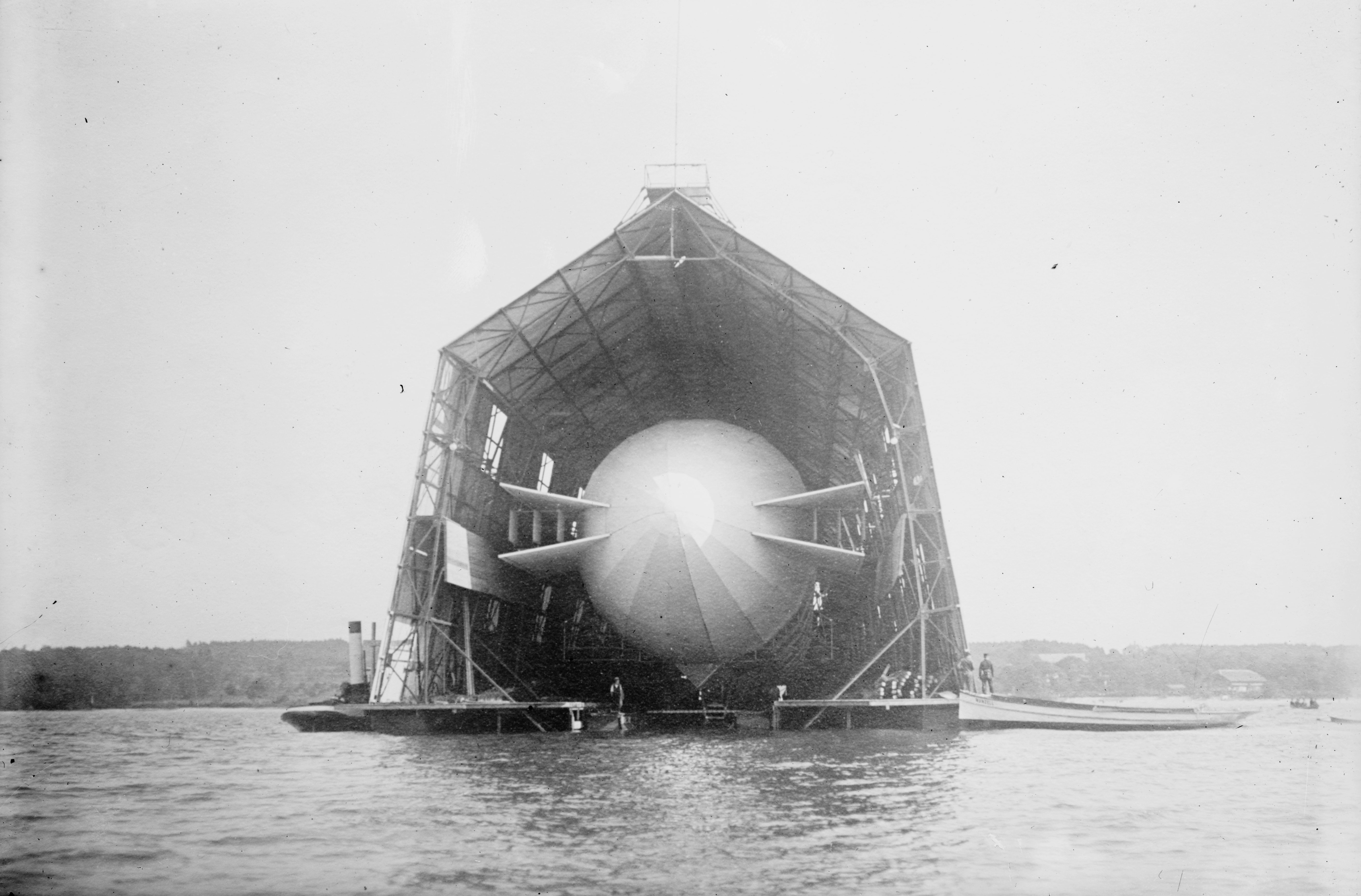
Luftschiffhalle in der Manzeller Bucht

- -     - schwimmende Holzhalle auf dem Bodensee, 1899 u. a. für ersten Zeppelin LZ1, Abriss 1901 oder 1903[36]
    - Landhalle, 1905, abgebrannt 1918[37]
    - „Reichshalle“, 1907, schwimmende Stahlhalle, demontiert 1910[38]

  - Werftgelände Riedlepark[39]
    - Zelthalle auf Holzkonstruktion, 1909, Textilgesellschaft L. Stromeyer & Co. Konstanz, Abbruch 1912[40]
    - Doppelhalle in Eisenkonstruktion, 1909, durch Fa. Flender AG (Düsseldorf-Benrath), Abriss 1929
    - Bauhalle 1, 1915, durch Fa. Zeppelin-Hallenbau GmbH, Berlin, Abriss 1929
    - Bauhalle 2, 1916, durch Fa. Zeppelin-Hallenbau GmbH, Berlin, 1937 Reduzierung der Hallenhöhe, Kriegsschäden, 220 m Länge nach dem Krieg durch Franzosen instand gesetzt als Wartungshalle „Panzerhalle“, Abriss nach 1984.
    - Bauhalle 1 (Ersatz für Halle von 1915 s. o.), 1930 Gutehoffnungshütte – Abteilung Brückenbau (Oberhausen-Sterkrade), Gebäudeköpfe Fa. Seibert (Saarbrücken), schwerste Kriegsschäden, Gerüst nach dem Krieg abgebrochen.[41]
    - Halle 3 (keine Luftschiffnutzung) 1943 in Friedrichshafen-Löwental (s. o.) abgebaut und verändert, teilweise niedriger im Werk wiedererrichtet, Kriegsschäden, Instandsetzung, Abriss 1977 oder 1978.
- Gotha, 1910, durch Fa. Stephansdach (Baugleich mit der Düsseldorfer ohne Erweiterungen), Halle der Luftschiffhafen Gotha e. V., 152/26 i.L./25 i.L., Rauminhalt 160.000 m³, Bodenfläche 3950 m². Der freie Platz vor der Halle besteht aus gewalzter Wiese.[25]
- Großenkneten-Ahlhorn, sechs Hallen von 1916 und 1918, teilweise 1918 durch Explosionsunglück zerstört, Abbruch aller erhaltenen Hallen 1921[42][43]
- Güstrow Ortsteil Suckow, mutmaßlich Teil einer hölzernen Luftschiffhalle, möglicherweise aus dem Berliner Raum, seit etwa 1926 als Scheune genutzt[44]. Es werden nur vage Quellen benannt. Seriöse Hinweise oder Nachweise, dass es sich um Teile einer Luftschiffhalle handelt existieren nicht.
- Luftschiffhafen Hage, vier Hallen, 1915[45]
- Hamburg
  - Hamburg-Ohlsdorf neben Ausflugslokal „Schmuckshöhe“ an der Fuhlsbüttler Straße
    - Holzhalle für Parseval-Luftschiff, 85/35/27,5 in Ost-West-Richtung, im Mai 1911 für die Firma Hansa-Luftverkehr durch die Kieler Baufirma Joh. Burchard Wwe. errichtet, Abriss November 1911[46][47]

  - Hamburg-Fuhlsbüttel (auch mit Ortsangabe „Groß Borstel bei Hamburg“)
    - Doppelhalle in Eisenkonstruktion – nach den Plänen von Hermann Distel und August Grubitz[48], 166/51/32, 160/45 i.L./26 i.L., Rauminhalt 192.000 m³, Bodenfläche 8000 m²[25], Längsachse WSW/ONO, an den Stirnseiten jeweils zweiteilige Schiebetore, jeder Flügel ca. 26 m hoch und ca. 25 m breit, 100 t, 1911–1912 für die Hamburger Luftschiffhallen GmbH (HLG) durch die Hamburger Firma H.C.E. Eggers & Co. errichtet, Architekten H. Distel & A. Grubitz, Hamburg.[49][50] Größe des freien Geländes 550 m × 700 m, Rasenfläche.[25] Zerstört durch Brand am 16. September 1916 beim Gasnachfüllen an LZ31/L6, wieder aufgebaut und an Hansa-Brandenburg für Flugzeug-Produktion vermietet, am 21. Oktober 1921 auf alliierte Anweisung (Versailler Vertrag) gesprengt.[51] (vgl. auch Artikel Flughafen Hamburg)[52]
- Hannover-Vahrenwald, 1915
- Herten auf dem Flugplatz Wanne-Herten 1912, abgebrannt 1924
- Jeseritz bei Stolp → Jezierzyce, Polen
- Jüterbog→ siehe: Niedergörsdorf
- Kiel, 1910, 85/30/25 (25 m lichte Weite in 20 m Traufhöhe), Luftschiffhalle in Holzfachwerk-Konstruktion, errichtet von der Kieler Baufirma Johannes Buchard Wwe. für den Verein für Motorluftschiffahrt in der Nordmark e. V. auf dem Städtischen Sport- und Spielplatz, Kiel (heute Nordmarksportfeld im Stadtteil Ravensberg) für Zeppelin- und Parseval-Luftschiffe, zunächst Luftschiff „Suchard“[53], Baugenehmigung 22. Februar 1910, Richtfest 16. Juli 1910, Einweihung und Taufe auf Nordmarkhalle am 24. September 1910, Gesamtkosten 80.000 Mark, im Frühjahr 1912 Verlängerung der Halle auf 170 m, 170/30/25,50, Rauminhalt 68.000 m³, Bodenfläche 2975 m². Auf der kaiserlichen Werft befindet sich eine Anlage zur Erzeugung von Wasserstoff.[25] Abriss der Halle von März bis September 1917 jeweils durch Joh. Burchard Wwe.[54][55]

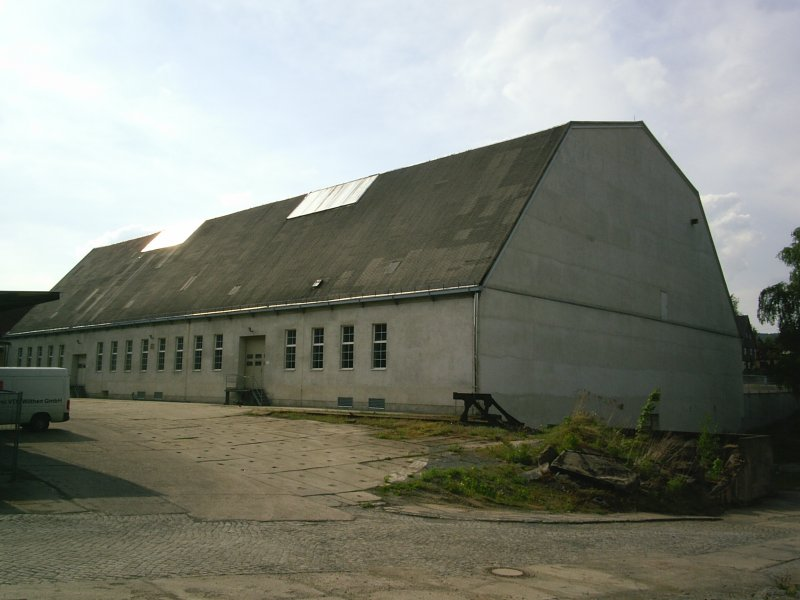
Außenaufnahme des Hallenstücks in Wilthen (2006) – alte Dresdner Luftschiffhalle

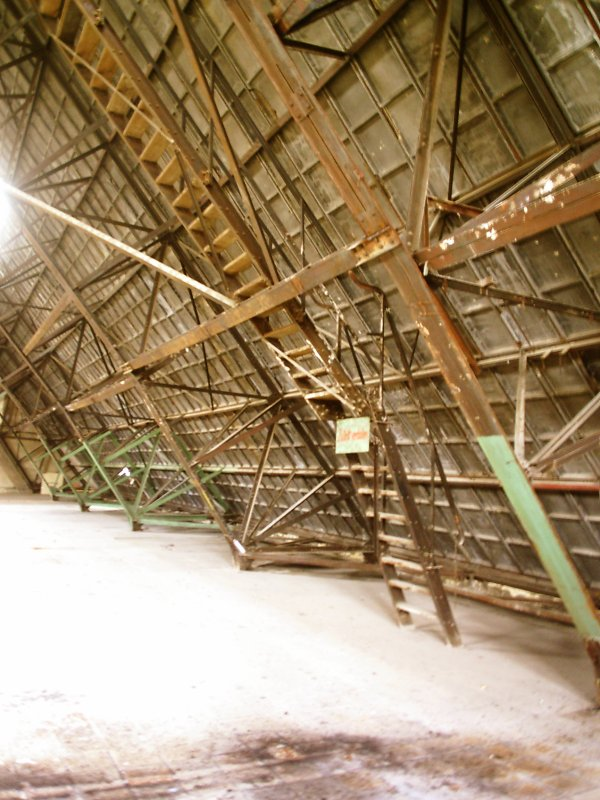
Innenaufnahme der Wilthener Halle (2006) – alte Dresdner Luftschiffhalle

- Kiel-Kronshagen, um 1910, Luftschiffhalle für die Gebrüder Bruno und Franz Steffen zum Bau des Prall-Luftschiffes „Kiel 1“ (auch Kilia 1), Standort auf dem Luftschiffstartplatz westlich der Dorfstraße, nördlich Heischberg, östlich der Bredowstraße und südlich Ottendorfer Weg/Herrenwiese in Kronshagen. Abriss um 1911.[56]
- Kirschau 1921/22 wurden weniger als 70 m der 2. Halle aus Dresden-Kaditz nach Kirschau transportiert und dort wahrscheinlich mit reduzierter Höhe als Lager der Textilfabrik Friese wiederverwendet. Die Halle ist am 13. Juni 1928 abgebrannt.
- Köln[57]
  - Köln-Bickendorf/Ossendorf (oft verwechselt mit dem ehemaligen Flughafen Köln-Butzweilerhof, ebenfalls in Köln-Ossendorf gelegen)[58], 1909, durch MAN (Werk Gustavsburg)[59]
  - Köln-Nippes, 1907 für Firma Franz Clouth, 40/20 i.L./13 i.L., Rauminhalt 8240 m³, Bodenfläche 800 m².[25]

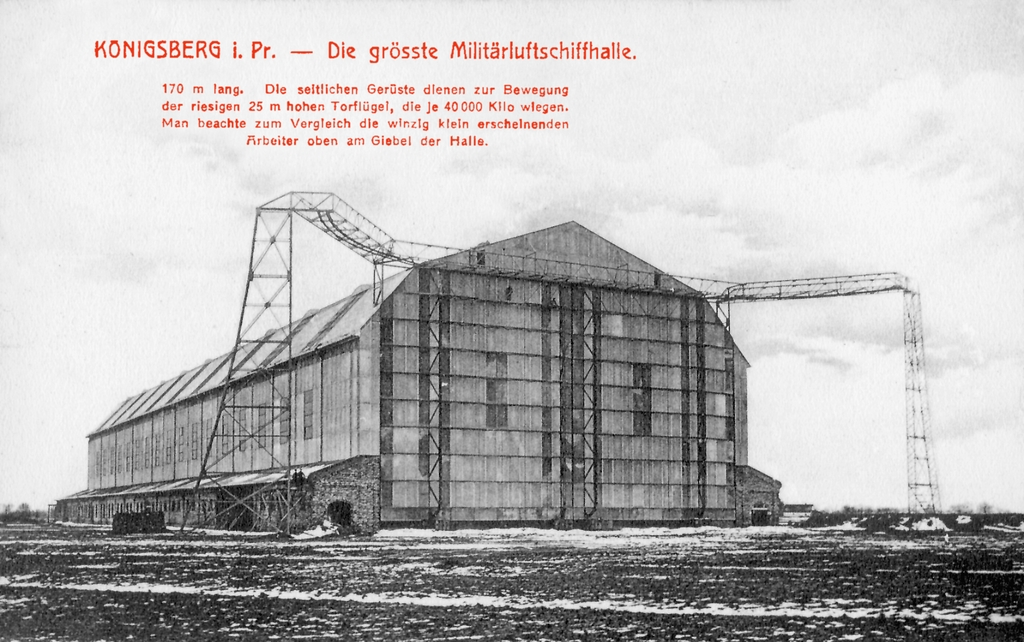
Luftschiffhalle Königsberg

- Königsberg → Kaliningrad, Russland
- Lahr (Baden) → siehe: Dinglingen
- Leichlingen-Balken, 1909, 80/??/27, für das Luftschiff „Erbslöh“, 1921 abgerissen
- Leipzig (Luftschiffhafen und Flugplatz Mockau), Einweihung 22. Juni 1913 (als angeblich größte Luftschiffhalle der Welt), durch Fa. Seibert (Saarbrücken), 193/60/25 (32 m Firsthöhe), für zwei Zeppeline (als Ausnahme drei), Einsturz am 8. Februar 1917 infolge zu hoher Schneelast[60]
- Liegnitz → Legnica, Polen
- München-Schwanthalerhöhe, 1910, Abriss 1912[61]
- Niedergörsdorf
  - Albrecht, 1915, 184/32/28
  - Baer, 1916, 240/60/35 später demontiert und in Kasumigaura (Japan) wieder errichtet, nahm u. a. LZ 127 bei seiner Weltfahrt auf
- Nordholz → siehe: Wurster Nordseeküste

- Tondern → Tønder, Dänemark

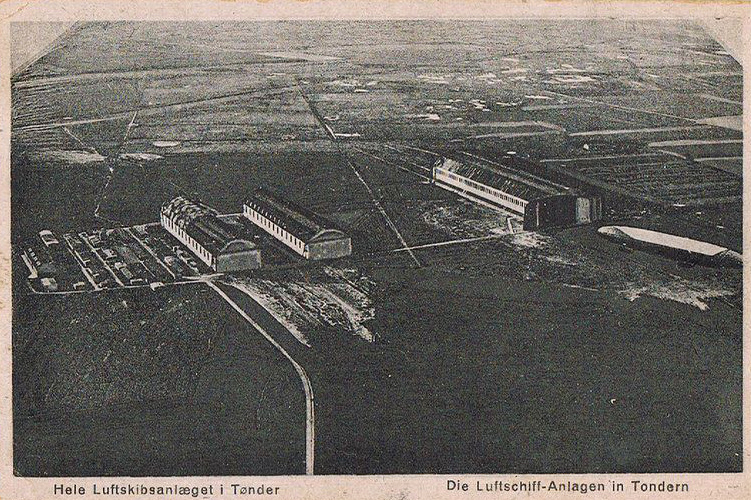
Luftschiffhallen Tondern, 1918

- Potsdam, 1912, während des Ersten Weltkrieges neben Friedrichshafen einer der weiteren Produktionsstandorte für Zeppelin-Luftschiffe[62] (vgl. Artikel Luftschiffhafen Potsdam)
- Sandhofen, 1913, Halle der Firma Heinrich Lanz in Rheinau bei Mannheim, 137/28 i.L./2 i.L., Rauminhalt 83.800 m³, Bodenfläche 5162 m², Funkstation.[25]
- Seerappen → Ljublino, Russland
- Schneidemühl → Piła, Polen
- Stuttgart, vor 1914
- Tondern → Tønder, Dänemark
- Trier-Euren, 1914[63]
- Troisdorf-Spich, 1915[64]
- Wildeshausen, 1916[65]
- Wilthen 1921/22 wurden ca. 70 m der 2. Halle aus Dresden-Kaditz nach Wilthen transportiert und dort mit reduzierter Höhe als Lager einer Weinbrennerei wiederverwendet (2018 erhalten). Heute nutzt sie die Santa Barbara GmbH, eine Tochtergesellschaft der Spirituosenhersteller Hardenberg-Wilthen und Semper idem Underberg (51° 5′ 59,7″ N, 14° 24′ 9,6″ O)
- Wittmund, 1916[66]
  - Halle 1 „Wille“[67]
  - Halle 2
- Wurster Nordseeküste-Nordholz, das Gelände wird heute vom Fliegerhorst Nordholz genutzt.[68]
  - Hertha/Nobel, 1914, Abbruch 1921, Doppeldrehhalle errichtet durch Siemens-Schuckert, Berlin[69]
  - Nora, 1915, Abbruch 1921
  - Hindenburg/Norbert, 1915, Abbruch 1921
  - Norman, 1916, Abbruch 1921
  - Nordstern, 1918, Abbruch 1921
  - Nogat, 1918, Abbruch 1921
- Zeesen, 1916

### Frankreich
- Albi

- Amiens
- Aubagne siehe Gemenos
- Beauval, 1909 Länge 68 m
- Belfort, 1911 160/30/24
- Boulogne-Billancourt bei Paris

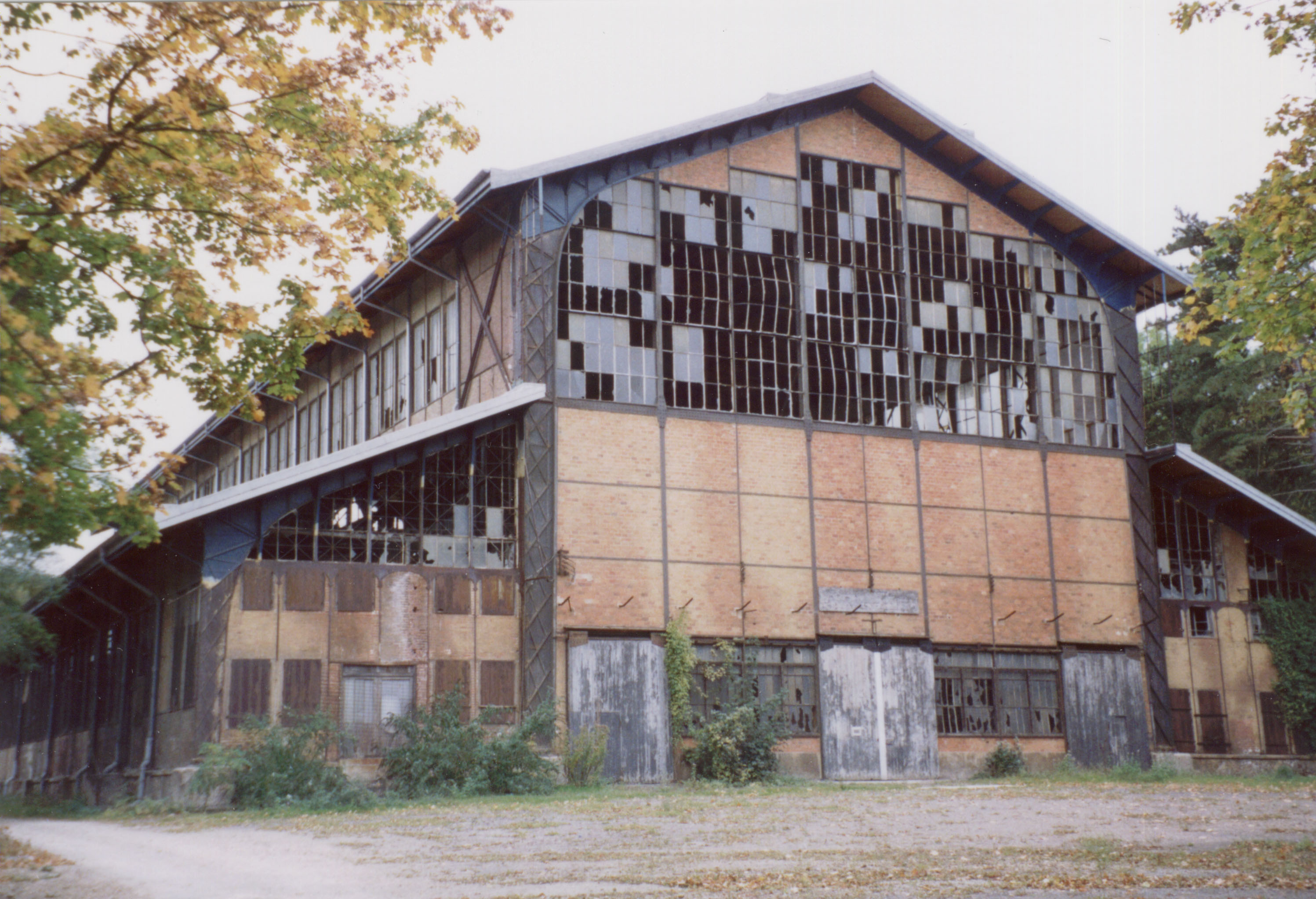
Hangar Y, Chalais Meudon bei Paris, Frankreich 2002

- Bouy (Camp den Chalons) bei Chalons,[70]
- Chalais-Meudon bei Paris, Hangar Y, erhalten 2004, Hangar I 1906 Länge 70 m, Hangar II Länge 110 m ()
- Chalons siehe Bouy
- Chantraine Parc à dirigeables de la Louvroie (Quartier Renard)[71]
  - vor 1912 100/30 Abriss 1918 teilweise wiederverwendet in Cuers-Pierrefeu[72]
  - 1912 150/40 Abriss 1918 teilweise wiederverwendet in Cuers-Pierrefeu
- Cuers-Pierrefeu, 1918, 2 Hangars, je 240/60?/35
- Dommartin-les-Toul,[73]

- Épinal siehe Chantraine

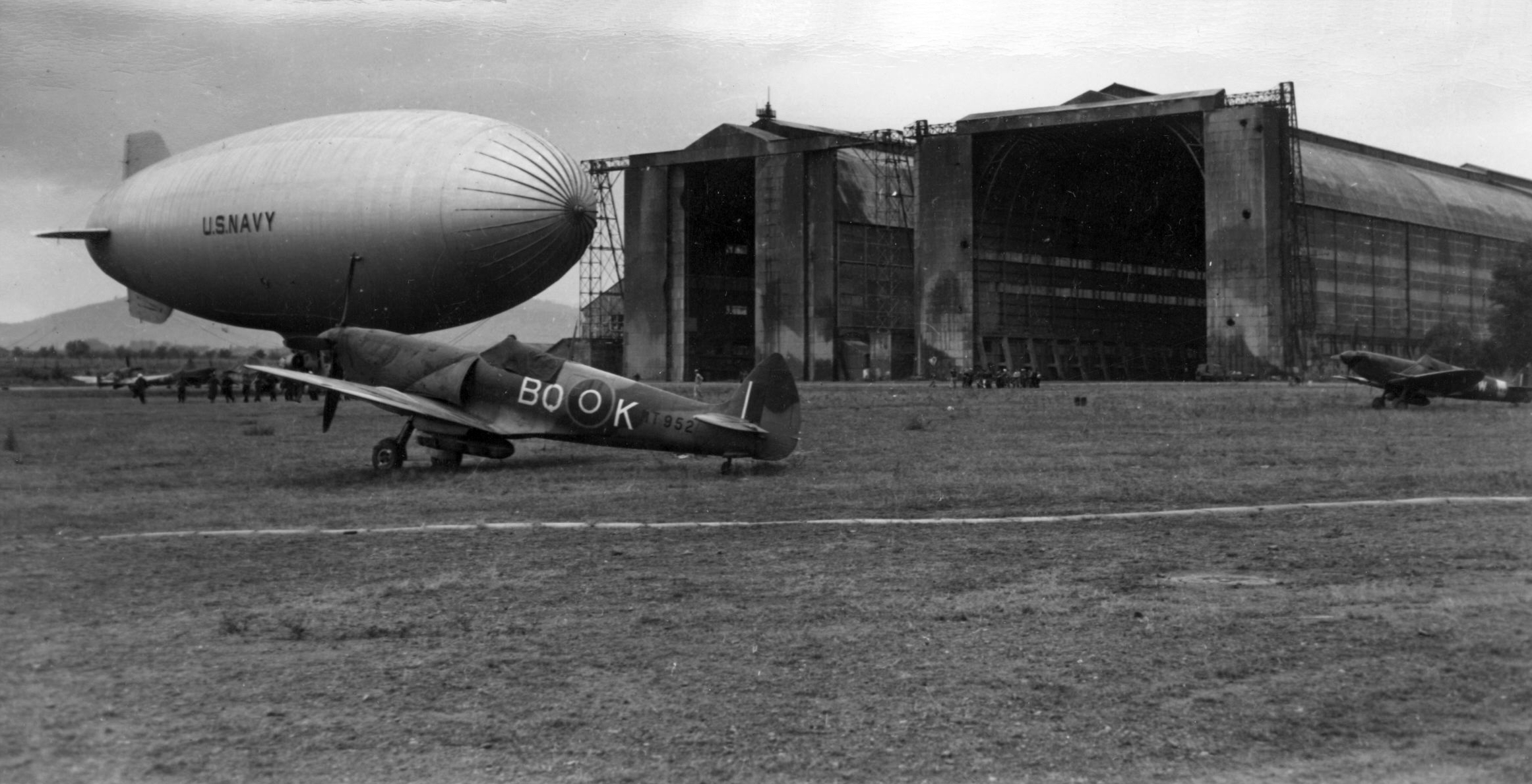
Luftschiffhallen Cuers-Pierrefeu 1944

Hangar Montebourg-Ecausseville, Frankreich 2007

- Gemenos bei Aubagne 150/20/22 und 150/24/25
- Guipavas bei Brest, 1919, 200/20/22 und 200/24/26
- Issy-les-Moulineaux bei Paris,[74]
  - Astra 1908, 100/39/27, 1918 nach Rochefort-Soubise (Charente-Maritime) verlegt
  - Clement-Bayard 1908, 120/20/26
- Lamotte-Breuil siehe Trosly-Beuil
- Le Havre
- Levallois
- Lunéville[75]
- Maubeuge, 1912, nach Erweiterungen 230/40/29[76]
- Meaux Beauval bei Paris, 1909, Länge 60 m
- Metz-Frescaty, 1909, 150/40/25, zerstört im Zweiten Weltkrieg[77]
- Moisson bei Paris, ab 1900 mehrere Hangars[78]
  - für Lebaudy[79]
- Montebourg-Ecausseville[80]
  - Holzhangar 1917, Abriss 1923
  - Betonhangar 1919, 150/24 im Lichten; 40 außen/28, erhalten 2007, ()
- Mourmelon-le-Grand siehe Bouy
- Nancy, Länge 60 m[81]
- Nantes Hangar Astra, Rochefort (Charente-Maritime), Frankreich 2007
- Neuilly s/S bei Paris[82]
- Paimboeuf, 1917, 181/22/23
- Paris

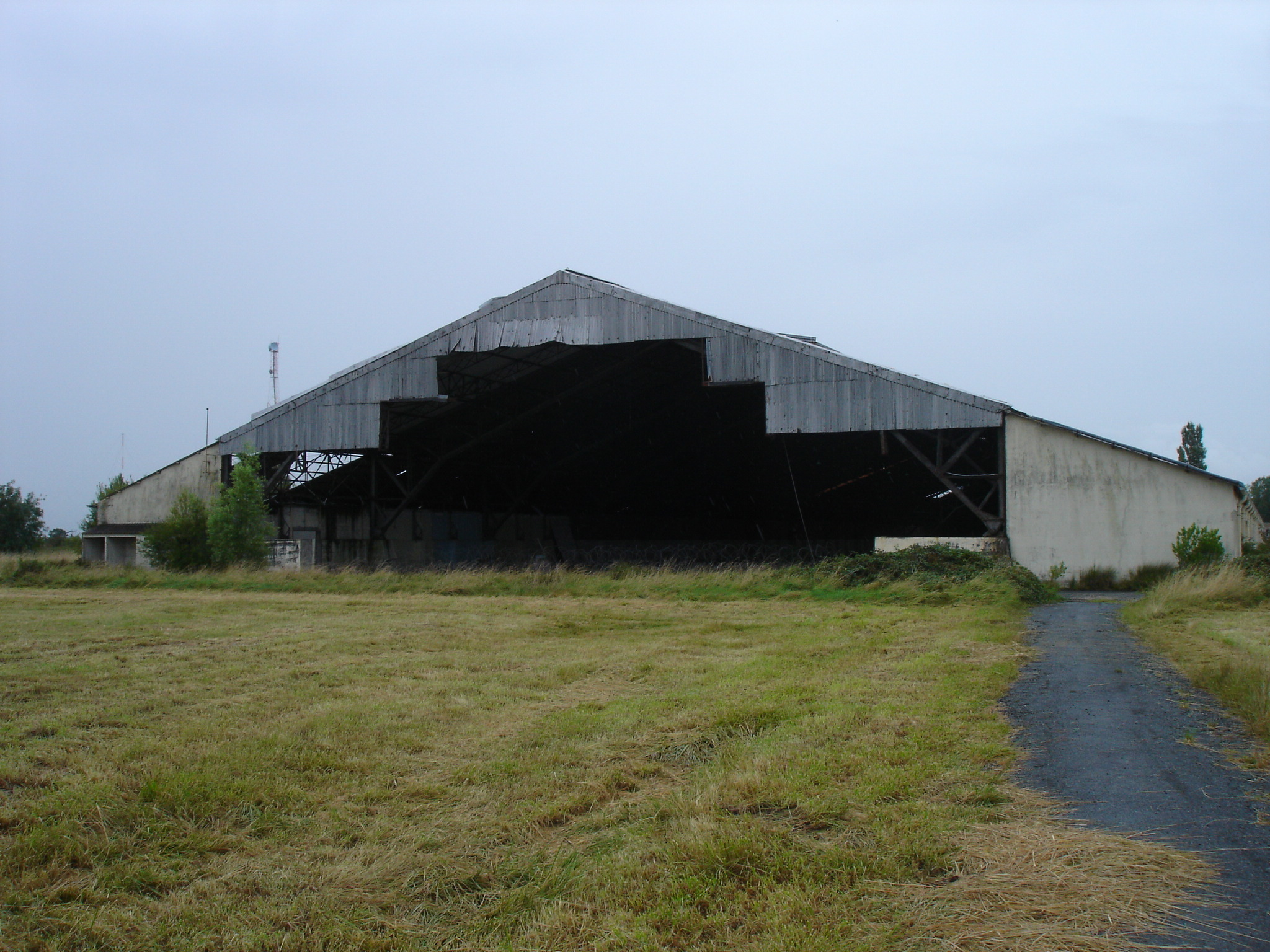
Hangar Astra, Rochefort (Charente-Maritime), Frankreich 2007

  - Luftschiffhallen von Orly, 1922–24, 2 Hangars, je 300/91/60, zerstört 1944[83]
  - Paris (15. Arrondissement, ehemals Vaugirard), ca. 1902[84]
- Pau, Länge 60 m[85]
- Picardy, 1910
- Puteaux
- Reims[86][87]
- Rinxent nahe Marquise bei Boulogne-sur-Mer, 1915
- Rochefort-Soubise (Charente-Maritime)[88]
  - Astra, 1918 verlegt aus Issy-les-Moulineaux bei Paris, 1953 Rückbau Höhe von 31 m auf 14,25 m, erhalten 2007, im Verfall, ()
  - Garnier, ca. 1919, 1935 nach Sturmschaden abgerissen
  - Piketty, ca. 1919, in den 1950er Jahren Rückbau Höhe von 33 m auf 12,80 m, erhalten 2007, ()
- Sartrouville bei Paris, 1906, Länge 60 m[89] Hangar Picketty, Rochefort (Charente-Maritime), Frankreich 2007

Hangar Picketty, Rochefort (Charente-Maritime), Frankreich 2007

- St. Cloud bei Paris[90][91][92]
- St. Cyr bei Paris[93]
  - 1908, Länge 60 m[94]
  - 160/25/24
  - weitere Halle
- Strasbourg, 150/28/25
- Toul vor 1904[95] siehe auch Dommartin-les-Toul
- Toulouse
- Tours
- Trosly-Breuil La Motte bei Compiegne, 1908, 130/22/28, für Adolphe Clément[96]
- Verdun[97]
  - 1907[98]
  - 1911

### Griechenland

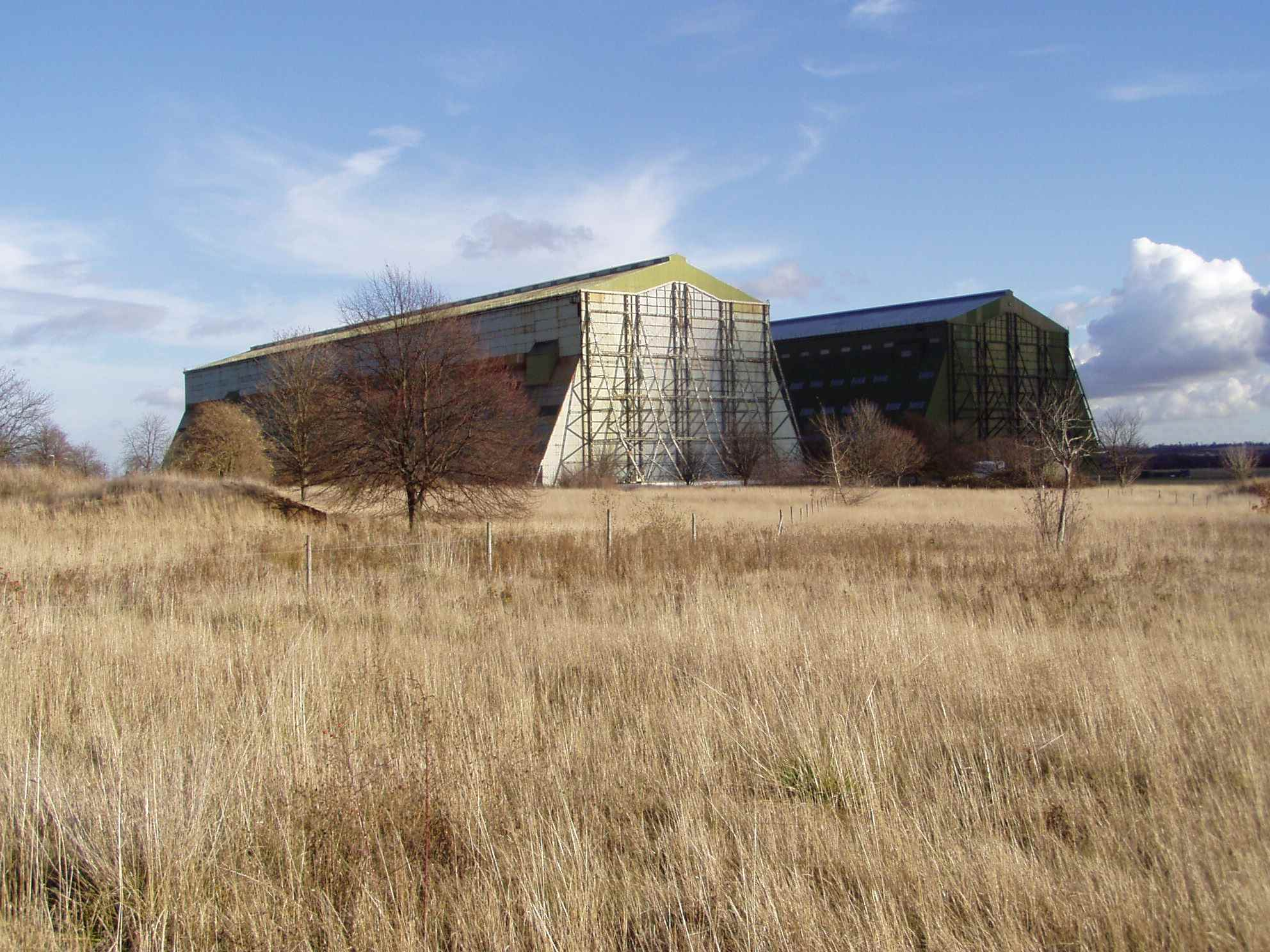
Luftschiffhallen Cardington bei Bedford, England 2003

- Leros di Egea, 1912
- Korfu, 150/26/30

### Großbritannien
- Aldershot,49/25/22, 1892, 1905 verlegt nach Farnborough
- Anglesey, 92/21/15, 1915
- Barlow bei Selby, 213/46/30, 1917, Bauhalle für Armstrong and Whitworth, Bauhalle des R33[99]
- Barrow-in-Furness
  - Cavendish Dock, 183/30,5/21i.L., 1911, Bild: earlyaeroplanes.com für Bauhalle Vickers „Mayfly“
  - Walney Island, 91,5/14/14, 1915
  - Walney Island, 164/45/21, 1915
- Caldale Orkney
  - 67/21/21, 1916
  - 46/14/14
- Capel-le-Ferne RNAS (ab April 1918 „RAF Folkestone“ genannt)
  - 94/12/14, 1915
  - 95/14/15, 1915
  - 98/21/19, 1915
  - weitere Halle begonnen, nicht fertiggestellt
- Cardington (52° 6′ 32,7″ N, 0° 25′ 20,7″ W)[100]
  - No. 1, 247/55/36, 1916, verlängert 1924, erhalten 2010
  - No. 2, 248/55/48, 1929 aus Pulham verlegt, verlängert aufgebaut, erhalten 2010
- Cramlington 1918
- Cranwell, RNAS
  - 46/14/15, 1916–1919
  - 67/21/21, 1916–1919
  - 213/46/31, 1916–1919
- East Fortune, RNAS
  - 213/55/34, 1916–1923
  - 98/37/24, 1916–1923
  - 98/37/24, 1916–1923
- Farnborough, Bilder: earlyaeroplanes.comearlyaeroplanes.comearlyaeroplanes.comearlyaeroplanes.comearlyaeroplanes.com
  - Hangar Alpha, 60/13/20, 1906, Bild: earlyaeroplanes.com
  - Hangar Beta, 90/25/22, 1905, Abriss ca. 1960–1965
  - 113/?/?, 1911
- Howden, RNAS
  - Costal Shed A 97,5/33,5/24,3, 1915–1925
  - Costal Shed B 97,5/33,5/24,3, 1915–1925
  - Rigid Shed No. 1 213,40/45,70/30,50 1915–1925, Fundamentreste in rechteckigem Waldstück erhalten 2010. (53° 47′ 9″ N, 0° 51′ 54,1″ W)
  - Rigid Shed No. 2 228,6i.L./45,70i.L./39,60i.L., 1919, Abriss ca. 1933–1935, Bauhalle für R100, Bild: earlyaeroplanes.com[101]
- Inchinnan, 213/47/47, 1917, Bauhalle für Fa. Breadmore
- Kingsnorth, RNAS
  - 169/33/30, 1912
  - 213/46/30, 1915
- London, (Greater London)
  - Alexandra Pallace, 1903
  - Barking, 81/12/12, 1915, für MacMechen Luftschiff
  - Crystal Pallace, 1902 für Stanley Spencer
  - Dagenham, ca. 1909, Bild: earlyaeroplanes.com
  - Hammersmith-Wormwood-Scrubbs, 108/23/30, 1909, Bild: earlyaeroplanes.com
- Longside siehe Peterhead
- Luce Bay, 109/34/23, 1915
- Mullion: Betonbodenplatten und Fundamentblöcke der Windleitwände waren 2010 noch teilweise erhalten.(50° 2′ 44″ N, 5° 12′ 16″ W)
  - Haupthalle 109/34/23, 1917 Abbau ca. 1919, teilweise als Busterminal in Padstow wiederverwendet
  - Kleine Halle, 92/21/21, 1917 Abriss ca. 1919
- Pembroke, Bild: earlyaeroplanes.com
  - 92/30/24, 1916–1919
  - 92/14/16, 1916–1919
- Peterhead RNAS Longside, gelegentlich auch „Lenado“ genannt, Secret Scotland in Englisch, Reste von Bodenplatten der Hallen erhalten (57° 28′ 26,4″ N, 1° 57′ 0″ W)
  - 99/35/24, 1916
  - 99/35/24, 1916
  - 217/46/32, 1916
- Plymouth-Devonport, vor 1912
- Polegate
  - 96/21/15, 1915–1919
  - 96/21/15, 1915–1919
- Pulham St. Mary, RNAS, Betonbodenplatten waren 2010 noch teilweise erhalten (52° 24′ 23,5″ N, 1° 13′ 38,4″ O).[102]
  - No. 1, 217/46/31, 1915–1948
  - No. 2, 231/55/34, 1915, 1929 nach Cardington verlegt, vergrößert wiedererrichtet
  - 68/21/21, 1915

### Italien
- Albenga (Savona), 110/22/23, 1913

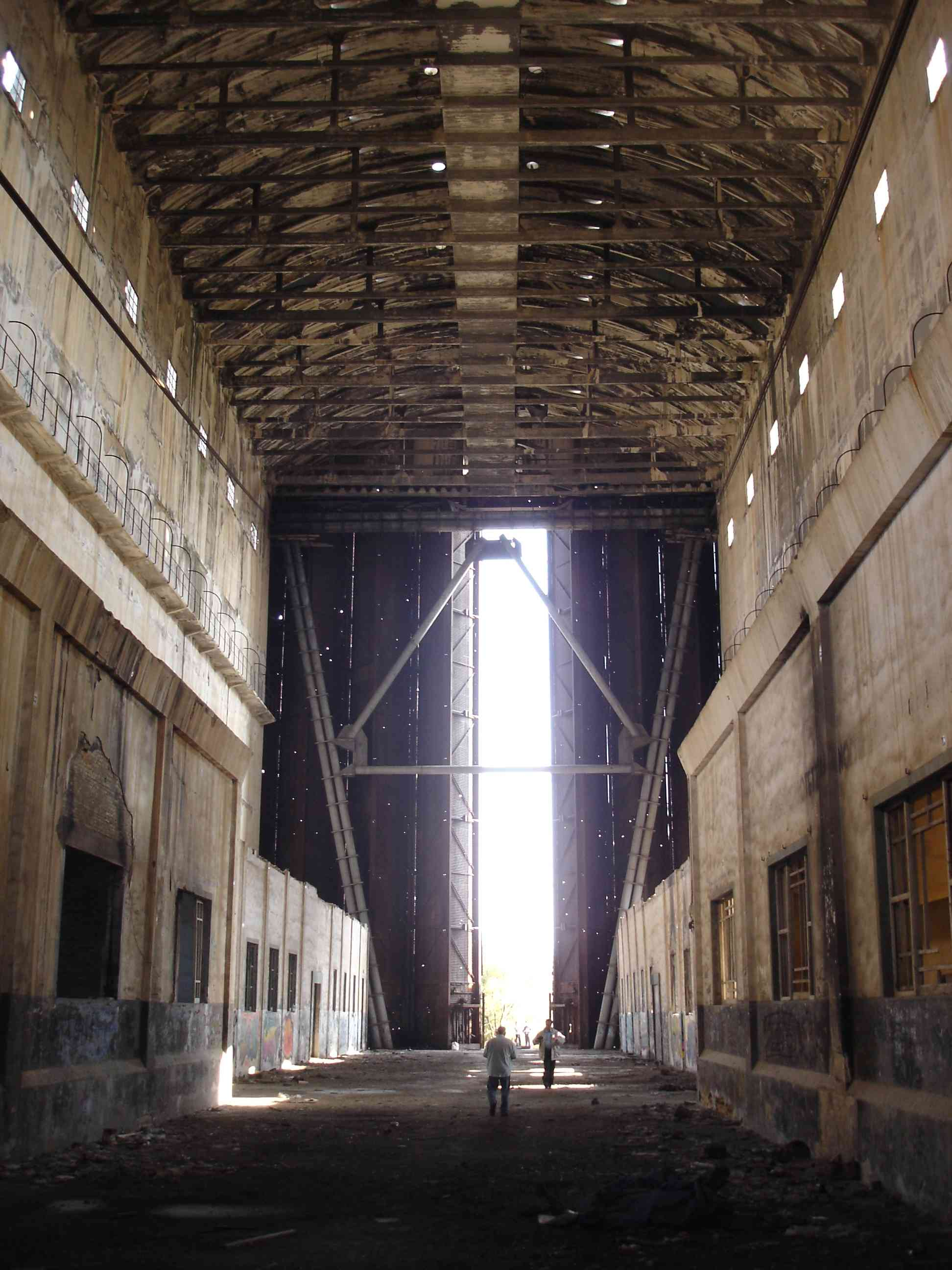
Luftschiffhalle Augusta, Sizilien 2005

- Alessandria (Genova), 1913, Militärluftschiffhalle, 68/30/23,6[103]
- Augusta (Sizilien), 106/39/37, 1917, erhalten 2009[104] (37° 14′ 40,8″ N, 15° 11′ 57,3″ O) (Bau des Halbstarren Luftschiffs N 2)
- Baggio s. Milano
- Bangnoli s. Napoli
- Boscomantico s. Verona
- Bovisa s. Milano
- Brindisi
  - 60/20/22
  - 100/20/22
- Campalto s. Venezia-Campalto
- Campi Bisenzio (Firenze), 110/22/23, 1916as
- Casarsa della Delizia,
  - Cantiere No. 3, 1915, 100/45/37,5
  - Cantiere No. 5, 1916, 100/45/37,5
- Chiaravalle
- Ciampino (Roma)
- Corneto s. Tarquinia,
- Ferrara, 1911, Militärluftschiffhalle, 110/24/32[103]
- Grottaglie (Taranto), 1914
- Jesi (Antona), 1913, Marineluftschiffhalle, 110/24/32[103]
- Magrè (Vicenza), 1913, Luftschiffhalle des italienischen Flugpioniers Domenico Piccoli (1882–1967)[103]
- Mantova 1910
- Milano-Baggio, 1911, Militärluftschiffhalle, 92/36/27, der italienische Luftfahrtpionier Enrico Forlanini (1848–1930) baute hier sechs Prallluftschiffe.[103]
- Milano-Bovisa, 1911, Luftschiffhalle des italienischen Flugpioniers Celestino Usuelli (1877–1926), Länge 90 m[103]
- Milano-Villapizzone
- Mirafiori s. Torino-Mirafiori
- Olbia (ehem. Terranova), Sardinien
- Otranto (Lecce)
- Ozzano dell’Emilia
- Palermo, 60/20/22, 1918
- Parma
- Policastro (Salerno)
- Pompei
- Pontedera 1916
- Roma, s. Vigna di Valle

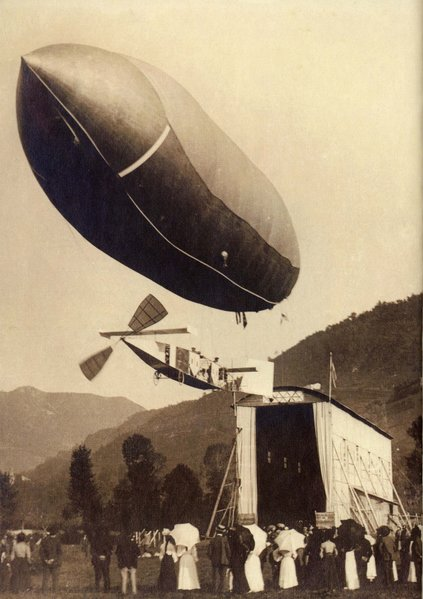
Luftschiff „Italia“ vor Hangar in Schio 1905

- Schio, 1905, Luftschiffhalle des italienischen Luftfahrtpioniers Almerico da Schio (1836–1930)[103]
- Sambiase (Catanzaro)
- S. Severo (Foggia)
- S. Vito (Taranto)
- Spilimbergo - Istrago (Friaul-Julisch Venetien) Bodenplatte 2017 in Google earth erkennbar (46° 7′ 18,8″ N, 12° 52′ 13,6″ O)
- Taggia, Arma di Taggia (Liguria)
- Tarquinia (Ehemals Corneto)
- Terranova s. Olbia
- Taranto
- Torino-Mirafiori, 1909, Militärluftschiffhalle, 103/41/35[103]
- Triest, 1913, Militärluftschiffhalle, Länge 100 m[9]
- Venezia-Campalto
  - 1909, Militärluftschiffhalle, 84/18/21[103]
  - 1911, Marineluftschiffhalle, 110/24/32[103]
- Verona-Boscomantico, 1910, Militärluftschiffhalle, 91/30/24[103][105]
- Vigna di Valle (Bracciano)[106]
  - 1907, Militärluftschiffhalle, 71/14/20,6[103]
  - 1908, Militärluftschiffhalle, 71/14/20,6[103]
  - 1911, Militärluftschiffhalle, 90/22/25,6[103]
- Villapizzone s. Milano

### Japan
- Tokio-Nakano, 1910, Militärluftschiffhalle, 80/25/20[103]
- Tokio-Ōsaki, 1910, Luftschiffhalle des japanischen Erfinders, Ballon- und Prallluftschiffbauers Isaburō Yamada (1864–1913), 80/20/18[103]
- Tokorozawa
  - 1911, Militärluftschiffhalle, 100/25/22[103]
  - 1912, Militärluftschiffhalle, 130/30/25[103]
- Tsuchiura,  Marinefliegerbasis Kasumigaura[107],  240/65/39 Doppelhalle "Bär" in Deutschland (Niedergörsdorf-Jüterbog) nach dem Ersten Weltkrieg demontiert und 1923 in Japan wieder aufgebaut. Abriss 1943.

### Lettland
- Vaiņode (dt. Wainoden) Luftschiffhafen Wainoden, 1917, zwei Hallen, Stahlteile in den 1920er Jahren für die Hallen des Zentralmarkts in Riga wiederverwendet[108]

### Libyen
- Bengasi, 1912, Zelthalle von Arthur Müller, Berlin-Charlottenburg
- Tripolis, 1911, Militärluftschiffhalle, 100/25/25[103]

### Litauen
- Kaunas (dt. Kauen), 1917
- Šiauliai (dt. Schaulen), 1917

### Niederlande
- Soesterberg (Utrecht), 1911, Militärluftschiffhalle, Länge 60 m[103]

### Norwegen
- Virgohamna (Virgo Bay) auf Danskøya  auf Svalbard (dt. Spitzbergen), 1908 für Walter Wellmans Luftschiff „America“.[109]
- Ny-Ålesund[110] Svalbard (dt. Spitzbergen) am Kongsfjorden (engl. Kingsbay), 1926 für die Luftschiffe Norge und Italia des Italieners Umberto Nobile. Verfallen in den 1930er Jahren. Betonfundamente noch erhalten (2025).(78° 55′ 12,5″ N, 11° 56′ 21,9″ O)

### Österreich
- Fischamend bei Wien, Website des Luftfahrtmuseums Fischamend,
  - Körtinghalle, 96/35/über 35, 1910, Abriss ab 1920, Bild: earlyaeroplanes.com
  - Stanglhalle, 105/25 i.L./20 i.L., 1910, Abriss ab 1920, Bild: earlyaeroplanes.com
- Innsbruck, 1914, Militärluftschiffhalle[9]
- Premstätten bei Graz Bild: earlyaeroplanes.com
- Wien Prater Bild: earlyaeroplanes.com

### Pakistan
In Karatschi, das damals noch zu Indien gehörte, wurde ein Luftschiffhafen für das englische Luftschiff R101 errichtet. Auf dem Gelände befindet sich heute der Internationale Flughafen von Karatschi. 1927 begann der Bau eines Ankermasts, Wasserstoffwerks und der Luftschiffhalle. Der Mast war dem in Cardington/England sehr ähnlich, er war nach der gleichen Methode konstruiert und hatte die gleiche Höhe. Die Halle war größer als die in Cardington und einfacher konstruiert. Länge: 259 m, Breite 55 m, Höhe 52 m. Die Halle war bereits für das nicht mehr gebaute Luftschiff R102 ausgelegt, das 245 m lang werden sollte. Die Halle und der Mast bleiben auch nach der Unabhängigkeit Pakistans erhalten. Die Halle wurde später abgebaut, um die Teile für andere Stahlkonstruktionen, wie z. B. Brücken und kleiner Gebäude entlang der indischen Eisenbahn zu nutzen.

### Panama
- Coco Solo, 1917

### Polen

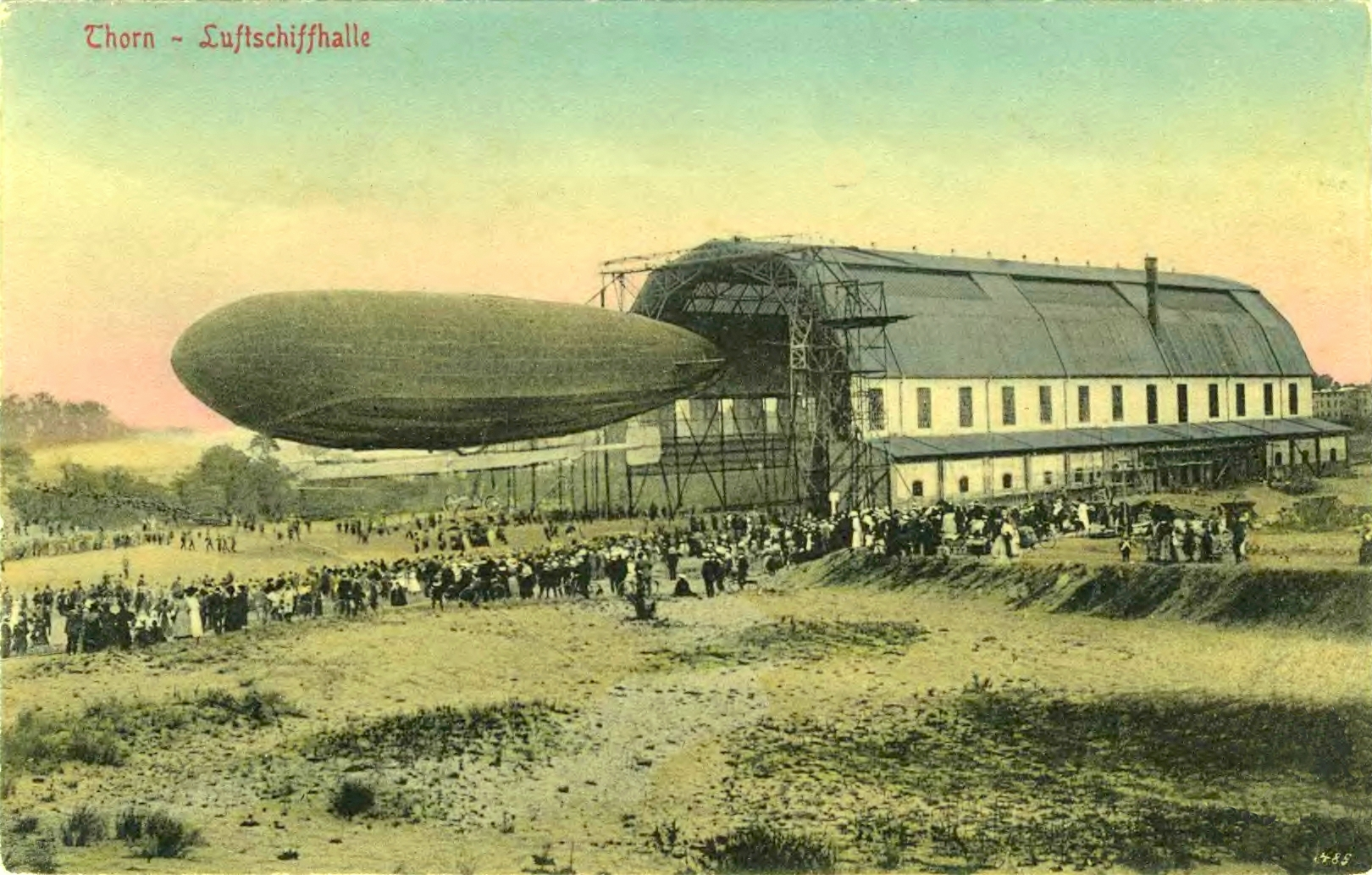
Luftschiffhalle Thorn, um 1914

- Dywity (dt. Diwitten) 1914, 1921 ab- und teilweise in Darmstatt wiederaufgebaut
- Jezierzyce (Słupsk) (dt. Jeseritz) bei Słupsk (dt. Stolp), genannt Luftschiffhafen Seddin, zwei Hallen, 1916
- Legnica (dt. Liegnitz), 1913, Militärluftschiffhalle, 170/36/28 (identisch mit Halle in Posen), Abbruch 1921[112][113][114]
- Piła (dt. Schneidemühl), 1914, Militärluftschiffhalle, Länge 150 m[113]
- Poznań (dt. Posen), 1913, Militärluftschiffhalle, 170/36/28 (identisch mit Halle in Legnica/Liegnitz), Abbruch 1946[115][113]
- Toruń (dt. Thorn), 1913, Militärluftschiffhalle, 150/40/25[113]
- Warszawa (Warschau), 1915, Militärluftschiffhalle, Länge 70 m[116]
- Wrocław Gądów Mały (dt. Breslau Klein-Gandau), 1913, Militärluftschiffhalle, 150/40/25[113]

### Rumänien

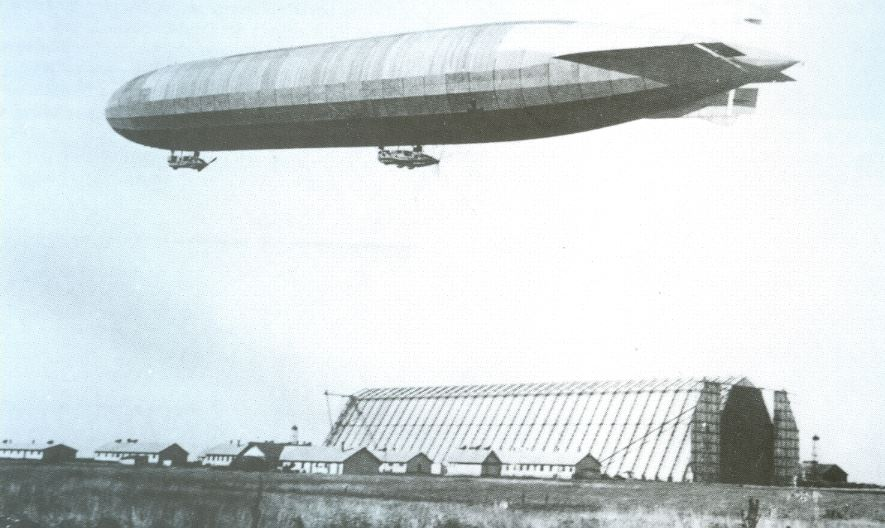
LZ 85 über der Zeppelinhalle in Neubeschenowa, etwa 1915

- Dudeștii Noi (dt. Neubeschenowa) nahe Timișoara (dt. Temeswar), 1915[117]

Der Stützpunkt der deutschen Luftwaffe wurde zwischen 1915 und 1917 auf der Dorfweide betrieben. Von hier gestartete Zeppeline bombardierten im Ersten Weltkrieg Städte wie Bukarest, Ploiești, Chișinău und Thessaloniki. 1919 versuchten Dorfbewohner das Metallgerüst des Hangars zu stehlen, wobei das Gebäude einstürzte und fünf Personen unter den Trümmern umkamen.

### Russland

Luftschiffhalle St. Petersburg 1893

- Dolgoprudny bei Moskau, 2010 abgerissen und danach verändert wiedererrichtet(55° 55′ 46,6″ N, 37° 30′ 14,8″ O)[120]
- Kaliningrad (dt. Königsberg-Klein Amalienau), Militärluftschiffhafen (Kaserne der Luftschiffer) westlich von Hardershof bei Königsberg, Stadtkreis Königsberg, Regierungsbezirk Königsberg, Provinz Ostpreußen (heute Teil des Zentralrajon Kaliningrad Im Nordwesten der Stadt, (54° 44′ 18″ N, 20° 27′ 38″ O)).
  - 170/42 i.L./38, 1911, Doppelhalle in Eisenkonstruktion für Zeppelin, Groß, Längsachse in Nordost-Südwest-Richtung, auf der Nordostseite zwei aufklappbare Tore von je 25 m Breite und 36 m Höhe, errichtet durch die Betonbaufirma Rautenberg & Co., Wilmersdorf-Berlin und B. Seibert Stahlbau, Saarbrücken für die deutsche Heeresverwaltung, nebst Wasserstofffabrik nach System Rinckert & Wolter mit einer Leistung von 100 m³/h. Abriss der Halle am ?[121]
- Kotelnikovo (Котельниково Gattschinski rajon, Oblast Leningrad ehemals Salisi westlich von Gattschina) bei Sankt Petersburg, mehrere Hallen ab 1909[122]
  - Holzhalle für Militärluftschiff, Länge 50 m, 1909, errichtet durch Ballonhallenbau-(Arthur Müller) Gesellschaft m. b. H., Charlottenburg, für die russische Heeresverwaltung.[123]
  - Holzhalle für Parseval-Luftschiff, Länge 80 m, 1911, errichtet durch Ballonhallenbau-(Arthur Müller) Gesellschaft m. b. H., Charlottenburg, für die russische Heeresverwaltung.[123]
  - Halle in Eisenkonstruktion für Militär-Luftschiff, Länge 80 m, 1911, errichtet durch die Putilow-Werke, Sankt Petersburg, für die russische Heeresverwaltung.[123]
- Ljublino (Kaliningrad) (dt. Seerappen, Ostpreußen), 13 km westlich von Königsberg an der Eisenbahnstrecke Königsberg–Pillau, Luftschiffhafen Seerappen 1916, Doppelhalle, durch Fa. Aug. Klönne (Dortmund), nach dem Versailler Vertrag 1920 demontiert

- St. Petersburg[124], 1893 für David Schwarz

### Schweiz

Luftschiffhalle der Ville de Lucerne. Während des Ersten Weltkriegs als Strohlager verwendet.

- 1910, Halle der Firma Astra für das Luftschiff Ville de Lucerne im Luzerner Ortsteil Tribschenmoos, Länge 90 m[125]

### Slowakei
- Komarno, das österreichisch-ungarische Komorn wurde ins ungarische Komárom und das slowakische Komarno geteilt. Es ist nicht klar, in welchem Teil sich die Halle befand.

### Spanien
- Guadalajara
  - 1908, Militärluftschiffhalle, 80/15/20[125] Bild
  - 1914, Militärluftschiffhalle[125]
- Sevilla, 1930

### Tschechien
- Prag, 1914, Militärluftschiffhalle[9]

### Tunesien
- Bizerte Sidi-Ahmed, 1917

### Türkei
- Istanbul-Yeşilköy (San Stefano)
  - 1913, Militärluftschiffhalle, 52/15/18,[125] für Parseval PL9
  - 1915, Militärluftschiffhalle, Länge 150 m[125]

### Trinidad und Tobago
- Edinburgh Field, 1942

### Ukraine
- Berdytschiw
- Lwiw (dt. Lemberg), 1914, Militärluftschiffhalle[9]

### Ungarn
- Budapest (dt. Ofenpest), Militärluftschiffhalle der österreichisch-ungarischen Heeresverwaltung, 70/20/18, 1911 errichtet.[9][123]
- Komarom, das österreichisch-ungarische Komorn wurde ins ungarische Komarom und das slowakische Komarno geteilt. Es ist nicht klar, in welchem Teil sich die Halle befand.

### USA
- Aberdeen Philips Field, 70/38/21, 1920–1950
- Akron, Ohio
  - kleine Halle[126]
  - 358/99/64, 1929, erhalten 2008[127]; 98/22/22, 1942, erhalten 2008, (41° 1′ 54,9″ N, 81° 28′ 14,3″ W)
- Arcadia Ross Field Cal., 67/21/23, 1921–1934; 67/21/23, 1921–1935
- Arlington Hoover Airport bei Washington, Virginia, 1934–1941/42
- Atlantic City N.Y.[128]
- Belleville Scott Field, Illinois, 247/63/54, 1923–1938, 37/14/14
- Bendix Teterboro Airport, New Jersey,61/23/24, 1935–1942
- Cape May, New Jersey, 73/37/23, 1917–1921; 216/48/34, 1921–1942
- Catham, Massachusetts, 76/30/20, 1918–1930er
- Chicago White City Am. Park Illin., ca. 1900–1925
- Detroit, Michigan, 76/30/61
- El Passo, Biggs Field, Texas, 67/20/26, 1920–1955
- Fairfield, Ohio, 37/14/14
- Fayetteville, Pope Field, Ft. Bragg, 66/34/23, 1934–1958
- Fort Barry, California, erhalten als Reithalle
- Fort Myer bei Washington, 30/15/18, 1908–1909
- Fort Omaha, Nebraska, 61/13li/21, 1908–1924[129]
- Fort Worden, Washington, erhalten als Pavillon 1996
- Gadsden, Alabama, 61/27/28, 1929–1990
- Glendale, California, 129/26/22, 1928–1931
- Glynco, bei Brunswick, Georgia, zwei Hallen je 331/91/56, 1943–1971
- Grosse Ile, bei Detroit, Michigan,55/37/37, 1927–1960, errichtet für ZMC-2; Flugfeld-Betonkreis erhalten (42° 5′ 57″ N, 83° 9′ 41″ W)
- Hampton Langley Field, Virginia, 128/54/36, 1919–1947[130]
- Hitchcock bei Galveston, Texas, 331/91/56, 1943–1962
- Houma, Louisiana, 382/90/49, 1943–1948 (29° 34′ 55″ N, 90° 40′ 20″ W)
- Jackson Hights, Long Island, New York, 67/23/24, 1931–1935
- Key West, Florida, 76/37/21, 1918–1929
- Lakehurst, New Jersey, Navy Lakehurst Historical Society[131] (40° 1′ 32,8″ N, 74° 19′ 34,5″ W)

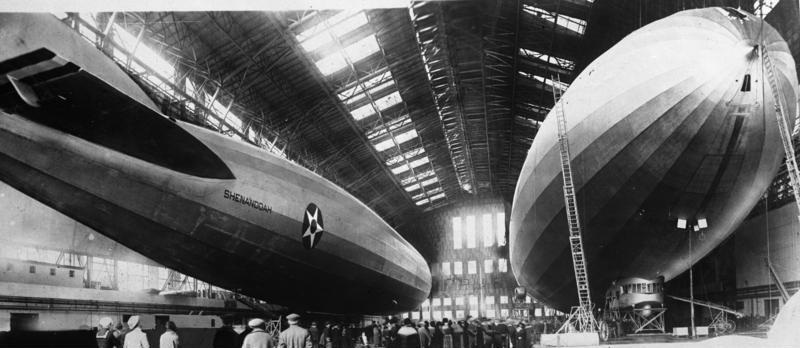
Hangar No. 1, Lakehurst, USA.

- - No. 1, 294/107/68, 1921, erhalten 1996[132][133]
  - No. 2, 187/66/36, 1942, erhalten 1996[134]
  - No. 3, 126/66/36, 1942, erhalten 1996[134]
  - No. 4, 77/46/30, 1932, erhalten 1996[135]
  - No. 5, 331/91/56, 1943, erhalten 1996[136]
  - No. 6, 331/91/56, 1943, erhalten 1996[136]
- Lawton Post Field Fort Sill, Oklahoma, 67/38/23, 1934, erhalten 1993
- Los Angeles, California, 55/22/23
- Miami, Opa-Locka, Florida, 76/37/21, 1929–1995
- Montauk, Long Island, New York, 76/37/22, 1917–1921
- Mogadore/Suffield Wingfoot Lake, Ohio
  - 244/46/28, erhalten 2008 (41° 0′ 27,2″ N, 81° 21′ 45,7″ W)
  - 67/23/24, 1942–1977
- New Bedford Round Hill Esate, Massachusetts, 43/18/18, 1929–1942
- New York, New York, 61/22/23
- Norfolk (oder Hampton Rd.), Virginia, 76/49/25, 1918–1932
- Pasadena, Kalifornien für Knabenshue Bild: earlyaeroplanes.com
- Pensacola, Florida
  - Schwimmhangar, 55/15/18, 1916–1926; Bild: earlyaeroplanes.com
  - Landhangar 77/46/30, 1918–1954
- Prospect Hights, Pal-Waukee Airp.Chicago, Illinois, 98/22/22, 1932–1942
- Richmond südl. Miami, Florida, drei Hallen, je 331/91/56, 1943–1945
- Rockway Beach, Long Island, New York, 76/30/23, 1917–1921
- San Antonio Brooks Field, Texas, 137/38/35, 1921–1942
- San Diego, California, 76/35/23, 1919–1970
- South Weymouth südl. Boston, Massachusetts[137][138]

- - No. 1 291/79/58, 1942–1967

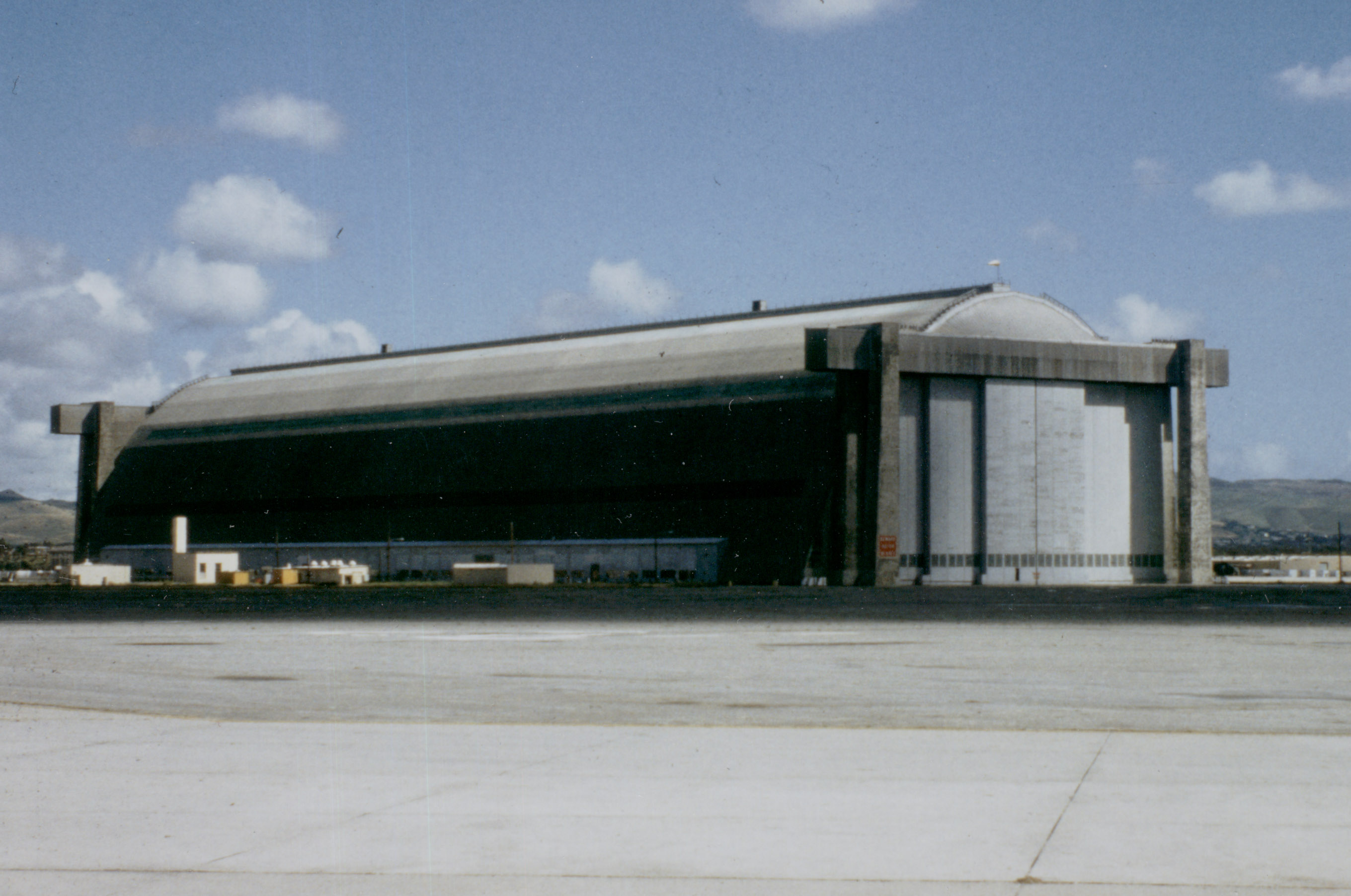
Halle in Tustin Anaheim, Kalifornien, USA 1998. Die Halle ist typisch für die amerikanischen Holzhangars aus dem Zweiten Weltkrieg.

  - No. 2 331/91/56, 1943, Abriss vor 1953
- St. Louis ca. 1904, Bild: earlyaeroplanes.com
- St. Petersburg, Florida, 49/22/18, 1929 in reduzierter Höhe, Reste als Flugzeughangar erhalten 1996
- Sunnyvale Moffett Field (37° 24′ 57″ N, 122° 2′ 54,3″ W)
  - No. 1, 340/94/60, 1932,erhalten 2008[139][140][141]
  - No. 2 und 3, je 331/91/56, 1943, erhalten 2008
- Tacoma, Gray Field, Fort Lewis, Washington, 1937–1959
- Tillamook westl. Portland, Oregon
  - Hangar „A“, 331/91/56, 1943–1992 abgebrannt
  - Hangar „B“, 331/91/56, 1943, erhalten als Air Museum 2006
- Tustin, Santa Ana, Kalifornien, zwei Hallen, je 331/91/56, 1943, erhalten 2007, Hangar 1 im November 2023 weitgehend abgebrannt (33° 42′ 21,8″ N, 117° 49′ 28,7″ W)
- Weeksville, Elizabeth City, North Carolina[142] (36° 13′ 54″ N, 76° 8′ 5,4″ W)
  - No. 1, 292/88/58, 1942, erhalten 2005
  - No. 2, 331/91/56, 1943–1995. Die 180 t schweren Tore liefen auf Schienen, Stützpunkt der US-Marine Luftschiff-Squadron ZP-14, Bauwerft vieler bekannter Werbe-Blimps, am 3. August 1995 mit dem darin befindlichen Sentinel 1000 nach Wartungsarbeiten am Gebäude abgebrannt.

## Verbliebene historische Luftschiffhallen in Europa
Vor 1945 errichtete Luftschiffhallen befinden sich in Europa noch an ihrem ursprünglichen Standort in: Cardington in Großbritannien, Chalais Meudon, Montebourg-Ecausseville, Rochefort in Frankreich und Augusta in Italien. Anders als z. B. die nach Riga verlegte Halle befinden sie sich noch am Originalstandort, z. T. aber in erheblich verändertem Zustand.

## Beispiele existierender Luftschiffhallen

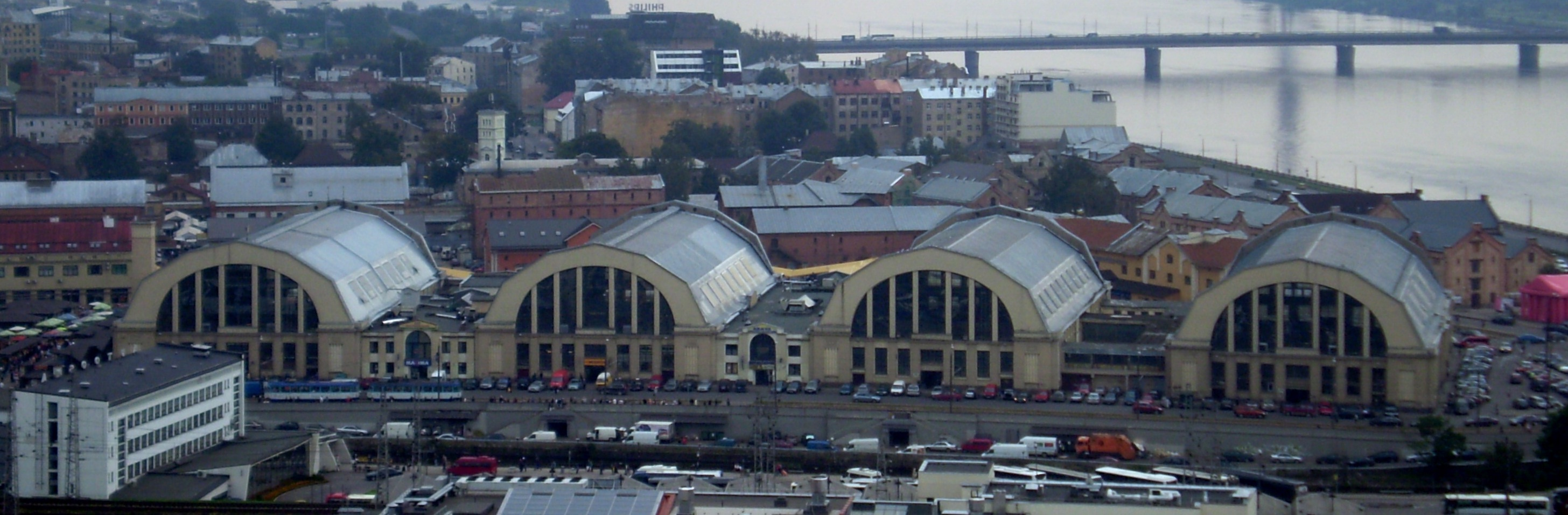
Vier der fünf Markthallen in Riga

- Friedrichshafen Zeppelinwerft (108 m lang, 70 m breit, 32 m hoch)
- Institut für Informationsgewinnung durch Luft- und Raumfahrt, Peking (80 m lang, 45 m breit, 45 m hoch)
- Flughafen Essen/Mülheim (WDL-Halle)
- Briesen-Brand Aerium (ehemalige Cargolifter Werfthalle, heute: Tropical Islands) bei Berlin
- Darmstadt, Zeppelinhalle, Landwehrstraße (heute Parkhaus)
- Lahr, komplette Hallengrundfläche wurde zum Aufbau eines Betriebes genutzt, Teile der Nebengebäude erhalten
- Riga, Lettland, fünf Hallen – seit etwa 1920 als Markthallen benutzt
- Wilthen, Sachsen, Ein Drittel der alten Dresdner Militärluftschiffhalle. Derzeit Lager der dortigen Weinbrennerei

## Sonderkonstruktionen

### Drehbare Hallen
- Berlin-Biesdorf, Siemens-Schuckert, Bau 1907 bis 1909, Abriss 1918
- Nordholz, deutscher Luftschiff-Stützpunkt im Ersten Weltkrieg

### Schwimmende Hallen

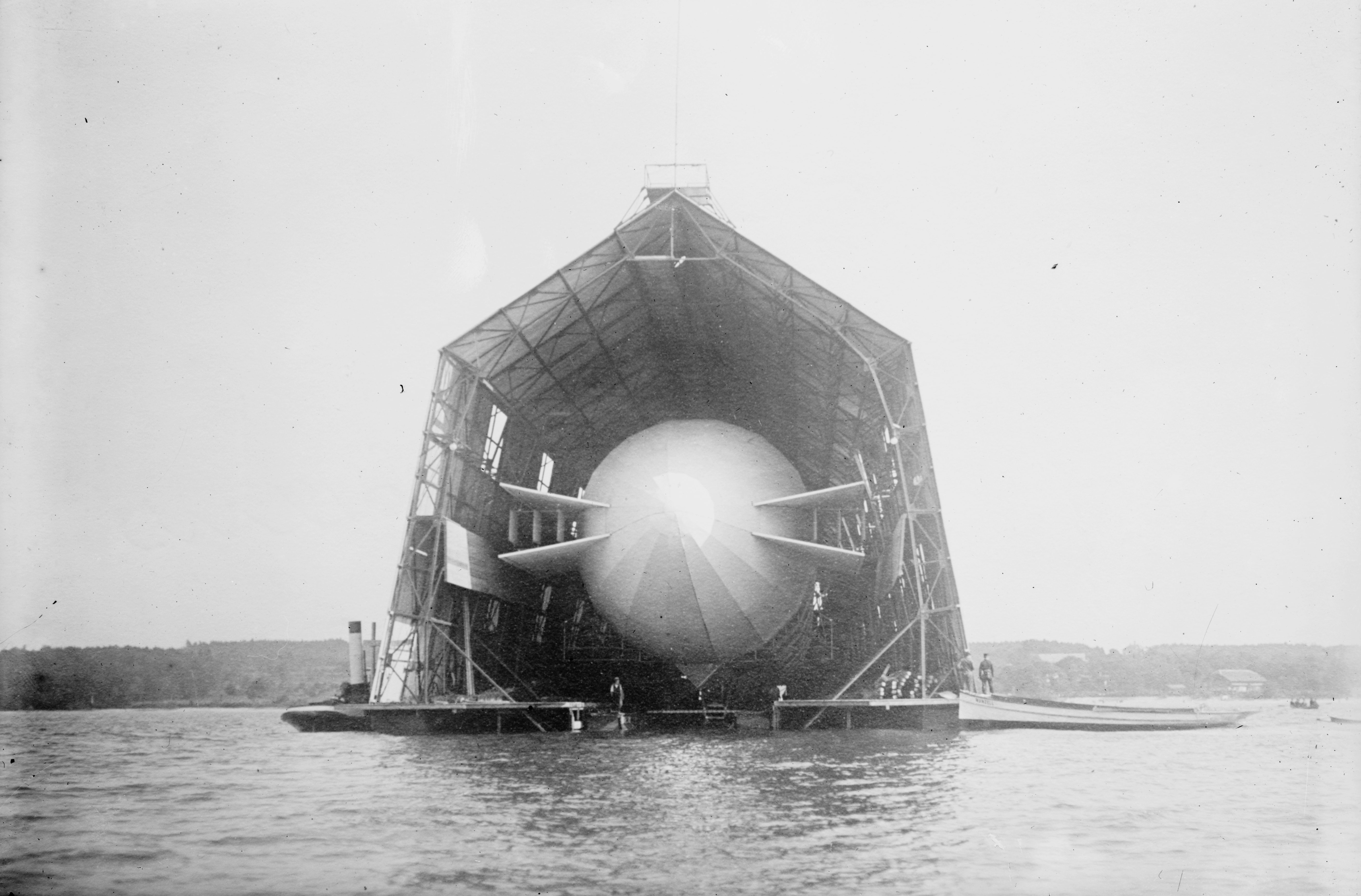
Zeppelinhalle auf dem Bodensee

- Zwei Zeppelinhallen auf dem Bodensee in Friedrichshafen-Manzell, um 1899 und 1907
- Luftschiffhalle der US-Marine, Pensacola, Florida, USA 1916